# グラゼニ
『グラゼニ』は、原作：森高夕次、漫画：足立金太郎（パ・リーグ編より「アダチケイジ」から改名）による日本の野球漫画作品。『週刊モーニング』（講談社）にて2011年第2・3合併号から不定期連載を開始。26号から週刊連載化し、2014年第39号での一旦終了を経て、同年第43号より2018年第11号にかけて第2部『グラゼニ 〜東京ドーム編〜』を連載。2018年17号から2021年38号にかけて第3部『グラゼニ 〜パ・リーグ編〜』として連載。2022年2・3合併号から第4部『グラゼニ 〜大リーグ編〜』を連載中。『イブニング』（同社）では2020年7号より2022年23号まで、夏之介の中学から高校時代までを描いたスピンオフ『グラゼニ 〜夏之介の青春〜』を太秦洋介の作画で連載。『週刊モーニング』にて2021年第45号より夏之介に大きく影響を与えたスパイダースのスカウト、安田良樹の高校生から現役時代を描いたスピンオフ第2弾となる『昭和のグラゼニ』の第1期が川の作画により連載。第2期を同誌2022年14号から同年22・23合併号まで連載し、第3期を同年36・37合併号から同年46号まで連載、第4期を2023年10号より同年19号まで連載した後、第5期を2023年33号から43号まで、第6期を2024年4・5合併号から15号まで、第7期を2024年32号から42号まで、第8期を2025年7号から同年18号まで、第9期を同年33号から連載している。
2020年3月時点でシリーズ累計発行部数は350万部を突破している。2012年版『このマンガがすごい!』ではオトコ編第2位を獲得、第37回講談社漫画賞受賞。

## 概要
成果主義であるプロ野球においての「カネ」をテーマとした作品で試合描写よりも金勘定の話がメインとなる。プロ野球を題材とした漫画としては珍しく主人公が左の中継ぎ投手という比較的地味なポジションであり、その視点から描くことで超格差社会であるプロ野球のシビアな世界がより強調されている。またファン感謝デーや契約更改、12球団合同トライアウトなど試合以外の話や引退後のセカンドキャリアについても細かく取り上げられているのも特徴。
原作者の森高いわく、本来この作品は別の雑誌で連載するはずであったが休刊してしまい一旦はお蔵入りとなった。しかし、その後この構想を気に入ったモーニング担当が半ば強引に持ち帰り、連載が実現した。
タイトルは、南海ホークス（現・福岡ソフトバンクホークス）の名将だった鶴岡一人の名言「グラウンドにはゼニが落ちている」 という言葉を略したもの。
作中に登場するプロ野球チーム（セ・リーグ、パ・リーグ）の球団名はグループ・サウンズのバンド名からとられているが、独立リーグの球団名は全て実名になっている。球場名は、実名を使っている。
原作者の森高夕次は東京ヤクルトスワローズのファンであり、舞台となる「神宮スパイダース」は同球団をモデルとしている。主人公の凡田夏之介は、元スワローズの中継ぎ左腕 佐藤賢投手のイメージに近くなり、当初は意識していなかったと答えている。
業界関係者の評判も良く、愛読者である元東京ヤクルトスワローズの中継ぎ投手・押本健彦は「漫画によくある夢物語ではなく、現実に近いので僕らも（作品に）入りやすい」 とコメントしている。
主人公の球団移籍に伴いシリーズ分けされており、当初のシリーズでは神宮スパイダース、東京ドーム編は文京モップス、パ・リーグ編は仙台ゴールデンカップス、大リーグ編ではボストン・ブルーソックスが所属球団となっている。

## あらすじ

### 神宮スパイダース時代
プロ野球のスパイダースに所属していた凡田夏之介は、プロ8年目で年俸1800万円の中継ぎ投手で、プロ野球選手としては決して一流とは言えない選手である。このままでは引退後は年収100万円台の生活に陥ってしまう。「グラウンドには銭が埋まっている」略して「グラゼニ」を胸に、プロ野球選手としての生活に励む。その成果か、試合で活躍することが増えていき、それに伴い年俸が上昇し、チームも日本一や優勝を経験する。
また、ひそかに片思いして通っている定食屋のアルバイト・ユキちゃんに、自分がプロ野球選手だとバレてしまった夏之介は、定食屋の女将さんの猛プッシュも手伝い、次第に彼女との仲が縮まっていき結婚を前提にして付き合うようになる。
そんな順風満帆だったはずの夏之介は、チーム事情でポスティングシステムにより米国大リーグに移籍することとなった。しかし、メジャーリーグ契約はされずに解雇され、日本のプロ野球球団であるモップスの一員となり、現役生活を続けることとなった。

### 東京ドーム編
球界の盟主と呼ばれる名門球団モップスの一員となった夏之介は、婚約者のユキちゃんと入籍し、公私ともに新たな環境での選手生活を送ることになる。
開幕当初は新たな環境に馴染めず結果を出せなかった夏之介は、シーズン後半になって調子を取り戻したものの、他の選手が調子を落とす中で鈴木監督に過剰に期待されるようになる。妻の妊娠を知り、子供の将来のためにも前半戦の遅れを取り戻そうとする夏之介はそれに応え、周囲から「凡田のムダ使い」とも言われた過度の登板により、肘尺側側副靭帯損傷を起こしてしまう。
医師からトミー・ジョン手術を受けるように薦められた夏之介は、悩んだ末に手術を受け、移籍2年目のシーズンは試合に出ずに育成枠選手としてリハビリに専念することになる。3年目は使い潰された1年目の反動ともいえる過保護な扱いを受け、中10日以上・5イニング限定の先発として起用され、危ういながらも10勝0敗の成績を残す。さらに、4年目も先発5番手としてローテーション入りし、9勝8敗の成績を残す。防御率は悪い（4.11）が、試合を壊さないクオリティ・スタートのできる投手として評価される（24先発中20試合でQSを達成で、QS率83%は12球団1位）。
中継ぎではなく「先発ピッチャーとしてやっていきたい」との思いを抱き始めた夏之介であったが、次シーズンのモップスでは夏之介が先発として残る余地はなくFA宣言。古巣のスパイダースと仙台ゴールデンカップスの2球団が名乗りを上げ、移籍条件としてはスパイダースの方が若干上だったが、自身との対戦経験が少ないパ・リーグ相手の方が勝ちを狙いやすいとの判断から、ゴールデンカップスへの移籍を決めるのであった。

### パ・リーグ編
ゴールデンカップス1年目は5試合の登板にとどまり期待外れの成績に終わるが複数年契約のおかげで年俸は現状維持。
ゴールデンカップス2年目は14勝をあげ最多勝利投手となり、チームのリーグ優勝、クライマックスシリーズと日本シリーズに勝利しての日本一にも貢献する。だが複数年契約のために活躍しても年俸は現状維持。
ゴールデンカップス3年目、2軍でも正攻法では通用しなくなった夏之介はナックルボールに活路を見出す。「時速120kmの高速ナックルボール」として習得するが、1軍の正捕手ではまともに捕球できず捕逸してしまい、2軍で組んでいたパーシーだけがナックルを捕球することができた。だが、パーシーは外国人捕手であり、島国の日本では起用して失敗すれば「外国人だから、言葉の壁がある」などと批判されることになる。このことによりもはや日本での現役続行は難しくなったが、偶然ビデオを見たボストン・ブルーソックスのボビー・リードに見いだされ、パーシーとともに2度目のメジャーへ挑戦することになる。

### 大リーグ編
コロナ禍が作中でも起きており、アメリカへ飛行機で飛ぶが夏之介とパーシーがホテルに隔離されるところから物語が始まる。ボストン・ブルーソックスのGMテストの結果正式契約となり、ロートルながらオールスターに出場する。2年目の契約を勝ち取り、中継ぎに転向する。

### ナッツ編
高校時代の夏之介を描いたサイドストーリーが時折掲載される。高校の先輩として西浦、後にプロでチームメイトとなる同郷の徳永、大野らも登場し夏之介の成長が描かれる。これは、原作者の森高夕次がファンと公言している有名作品『ゴルゴ13』のルーツ編に影響されたものと答えている。

### 昭和のグラゼニ編
夏之介を担当したスパイダースのスカウト・安田良樹の若き日に焦点を当てた番外編。昭和45年、球界のスーパースターであった文京モップスの長茂島雄に憧れて長茂の母校リッキョーに入学しようとするも、地区大会敗退で甲子園の土を踏めなかったために安田はリッキョー野球部のセレクション会場に偽造ゼッケンを身につけて紛れ込もうとするところから物語は始まる。

## 登場人物
各登場人物の年齢は初登場時のもの、所属球団は作中移籍があった場合その移籍先球団に移動している。球団名はおおむね「本拠地所在地+愛称（グループサウンズバンドから拝借したもの）」で構成されており、本拠地名もなるべく実在の球団と被らないように設定されている。ただし必ずしも一致しているわけではなく、神戸オックスの本拠地は大阪ドーム、川崎ブルーコメッツの本拠地は横浜スタジアムと、若干のズレがある場合もある。球場のネーミングライツについては、デザインとして描かれることはあるものの呼称としてはほとんど使用されていない。

### 凡田家
凡田 夏之介（ぼんだ なつのすけ）
声 - 落合福嗣
本作の主人公。投手、左投左打。背番号39→40→41→43。9月1日生まれ、作中開始時26歳。山梨県出身。178cm、79kg。
人物
年俸：1800万円→2600万→3300万→8000万→9500万円→FA（3年、4億5000万円）→6000万円→3億5千万
所属球団：神宮スパイダース→ボストン・ブルーソックス→文京モップス→仙台ゴールデンカップス→ボストン・ブルーソックス。
山梨鶴見川高校から高校ドラフト最下位（5巡目）でプロ入りした8年目の選手。外見は元ヤクルトの佐藤賢に似ていおり、老け顔でぽっちゃり体型である。だが、東京ドーム編でリハビリで筋トレをした影響で筋肉がついてスリムになった。パ・リーグでは元の体型に戻っている。
スパイダーズ時代は地味で人気がなかったが、モップス時代から怪我と育成落ちなどの経験で徐々にファンが増えていった。
野球選手としての能力
主に中継ぎのワンポイントで起用されるが、ロングリリーフや谷間の先発を任されることもあり、チームの投手事情の関係上割と重宝されている。球界でも限られた左のサイドスローという希少性を活かし、どうにか1軍に在籍し続けている。
狙ったコーナーにボールを投げ分ける技巧派。140㎞/h台（最速148km/h）のストレートをはじめ、スライダー、シンカー、フォーク、チェンジアップなどの球種を操り、MLB挑戦中は横に大きく割れるカーブも披露している。また、ツーシームも投げることができるが、球威が極端に落ちるため実戦では封印している。ルーキー時代から変化球を得意としており、「プロ並み」と早くから称されていた。メジャーではフルタイムのナックルボーラーとして9勝を上げる。
短所としては、球威がやや欠けている面が挙げられる。また、投手ゴロなどで近距離から一塁にフワッとした送球ができず悪送球するというイップスを持っている。
プロはカネが全てと考えており、他球団の選手の年俸がかなり気になる性分。それ故に常に選手名鑑を持ち歩いており、12球団の1軍選手の年俸をソラで言えるほどの「年俸マニア」。
年俸マニアが高じすぎて自身の年俸である1800万円以下の打者相手には見下ろして投げられるが、それ以上の選手になると途端に萎縮して打たれてしまう特徴を持つ。ただし、年俸5000万円を超える選手相手だと逆に開き直って抑えてしまい、億プレイヤーともなるとかなりの確率で抑えることができる。このような人間の小ささを、コーチの迫田からは『悪い意味で中継ぎ向きの性格（≒中継ぎ止まりで先発やクローザー向けではない）』と評されている。
怪我に強いと内外から言われることが多い。作中で明確に怪我をしたと取れる事態はスパイダーズ時代に手首をやったのと、モップス在籍時の肘、計二回のみ。トミージョン手術を受けているが、手術後も「シーズンをフルで投げられる丈夫な選手」という評価をされている。
作中の活躍
プロとしてはギリギリの位置にいる選手であるため引退後の生活に不安を持っており、常に「カネ」のことが頭から離れない。ドラフト最下位での高卒入団のため契約金は1500万円、プロ8年目の26歳と選手として絶頂期を迎え、一番の稼ぎ時である時期に年俸1800万円しか稼げない現状に不安を感じ、引退後のためにもっと稼がないといけないと考えている。
連載開始の翌シーズンからは、チームに左投げの先発がいないことから6番手の先発に回ったが、使い勝手がいい便利屋な中継ぎであった夏之介不在により、中継ぎの負担が増大しローテーションに悪影響が生じている。
また本人も先発と中継ぎの異なる登板間隔に戸惑っており、そのこともあり結果が残せず、一時2軍落ちしていたこともある。1軍合流後は田辺監督の意向で先発として起用され、「先発のコツ」を掴み出したことで9回を完封をするまでになる。しかしチーム事情もあり勝ち星がつかず（13回先発して0勝）、中継ぎへ戻るため調整のため2軍に戻される。このように、先発と中継ぎの起用法が右往左往したことによって、心と体のバランスが乱れスランプに陥る。元々は2週間の予定が復帰まで2カ月を要した。
次に1軍に呼ばれたときは、クライマックスシリーズ出場を賭けた試合で2カ月ぶりの1軍登板。無死満塁のピンチを三者連続三振で切り抜け、人生初のお立ち台に昇る。
クライマックスシリーズでは、ピンチの時にワンポイントで登板し完璧な火消し役として活躍。その結果クライマックスシリーズを勝ち抜き、中継ぎとして異例のシリーズMVPに選ばれる。
日本シリーズでは4番の丸金とともに不調に陥り、「逆・シリーズ男」と揶揄されるようになる。しかし、日本一をかけた最終戦では、先発が1回途中で崩れたことで第2先発として登板。7回2/3を無失点に抑え「優秀投手賞」を獲得した。
3年目オフにダーティーの提案で8000万の契約を勝ち取るためポスティングシステムによる移籍を打診したがスパイダースが受け入れてしまいボストンに移籍。予定されていたクローザーも、フロントが地元出身投手の現役復帰にこぎつけてしまい結局800万のマイナーリーグ契約となった。ボビーとコージのアドバイスなどもありメジャーでの戦い方を身につけるもシーズン開幕前にある理由で解雇。結果、ポスティング成立から僅か数ヶ月で再び日本球界に戻りモップスとワイルドワンズの争奪戦の末、名古屋行きを嫌がったユキちゃんの一言でモップスに移籍した。
入団会見で、サプライズの一環として鈴木監督直々に駆けつけてモップスオレンジのグラブをプレゼントとして渡されるなどかなり期待されていた。二軍での調整を経てセットアッパーで初登板を飾ったがそれまで味わったことのない期待とモップス独特の重圧から試合を壊す場面が度々発生し、セットアッパー失格の烙印を押された。そして二軍のファームでコントロールのノウハウを教えていた杉里にその座を奪われてしまった。
しかし、オールスター後絶不調になった杉里とは違い、段々とだが本来の調子を取り戻した夏之助はセットアッパーの座を取り戻したかに思えたが、優勝に血走った鈴木監督の酷使によって夏之助の左肘に異変が発生、診断の結果左肘に損傷が見られこれ以上投げると壊れてしまうため、医師からトミー・ジョン手術を受けるように提案された。当初は（年俸条件の関係で）渋っていた夏之介だったが、現役時代に似たような境遇で肘を壊してしまった杉浦の説得で手術を受けることになった。この年チームはレギュラーシーズンで優勝したもののCSはワイルドワンズに敗れ、鈴木監督はこの責任に加えて凡田故障についても責任を取る形で辞任。後任の監督に就任した辺見が優勝奪還のために大型補強に走った影響から1年間は一軍戦力にならない凡田の支配下枠を惜しみ、投手コーチに就任した杉浦の反対を押し切り育成枠への契約変更を強行してしまう。
移籍3年目は手術から回復しふたたび支配下枠に戻ったものの、メスを入れた影響でなかなか球速が戻らないなど故障前のコンディションとのギャップに悩まされる。そんな中、杉浦の企図した復帰プランに基づき5イニング限定の先発（しかも登板後すぐに一軍登録抹消とするため中10日以上）として起用されることになる。防御率は1軍投手としては心もとない数字ながらも脅威の勝ち運で10連勝（10勝0敗）を記録する。しかし、最後の先発でピッチャーライナーが額を直撃し負傷してしまう。
移籍4年目は9勝をあげる活躍をして、FAを取得する。
仙台ゴールデンカップスでは一年目は不調に落ち入り二軍に行くが、二年目でクオリティスタートの名手と呼ばれるほどアベレージの高い投球をするようになり、防御率4.76ながら14勝の最多勝を上げる。チーム内でベテランの風格を出し、若手の台頭からチームの精神的支柱になる。三年目はコロナ禍による調整失敗から引退候補になるが、ナックルを覚えて大リーグに移籍する。
大リーグに渡ると相変わらず防御率は悪いものの、勝ち星を稼いでオールスターに出場する。メジャー二年目はナックルを活かす為に中継ぎに転向。
第8話で0球セーブを達成している（現実のプロ野球での達成者は2012年現在通算2名のみ）。
高校時代のあだ名はナッツ。高校時代は1年先輩のエース西浦に使いっぱしりにされるが、今の小心的な性格とは全く違い、態度が尊大であったりスパイダース所属の徳永の面前で堂々とモップスファンであることを公言したりと自信家の面が強かった。
なお、連載最初の時点では、高校ドラフト5巡目で指名されたことになっていたが、のちに7巡目で指名されたことに変更になった。
ユキちゃん
声 - M・A・O
初登場時は恵比寿の食屋「キッチン味平」食堂で働く看板娘で、24歳。なかなかの美人でスタイルも良い。夏之介が惚れて目を付けているが、他の客も大半がユキちゃん目当てでやってくる。同僚の野球選手も、その美しさを認めている。気立ても良く、男擦れしておらずとてもウブ。
4年制の大学を卒業するも、昨今の就職難に当ったため内定が取れず就職浪人をしようと思っていたが、そのことを咎めた親への反発心で調理師の専門学校へ進む。しかしそこで自身の腕を認められたこともあり、現在の境遇には満足している。店での人気ナンバー1メニューで、夏之介が店を訪れるたびに注文する「から揚げチャーハン」の考案者。
特別に運動神経が良い描写はないが、アイススケートは大得意。
大阪府出身のため大阪テンプターズの大ファンで、テンプターズ以外の選手はテンプターズの勝ち試合で印象的なプレーをした選手しか知らず、ほとんど覚えていない。
普段はいい娘で皆の人気者なのだが一つだけ悪癖があり、球場へ足を運ぶとテンプターズヘの応援熱が入る余り、試合開始と共にまるで二重人格の如く人が変わってしまう（テレビ観戦の場合は試合を見ても普段通りに微笑んでおり、自制できる模様）。エキサイトして試合以外のことには目もくれず、相手選手に容赦ないヤジや罵声を浴びせる上、テンプターズの負け試合だった場合はしばらくの間ものすごく不機嫌になる。そのあまりの変貌ぶりにドン引きして二度と誘われない（観戦に誘うのは殆どがユキちゃんに好意を持つ男性）ことが多い。このことは食堂経営者のオバサンも知っているため、男性常連客から球場に誘われる様を見るたびに心配そうな表情をされている。
常連である夏之介のことはクライマックスシリーズなどを通して少しずつ知っていき、客としても選手としても数回会話をしたことがあるものの、それが同じ人物であると気付いていなかった。店の客らに誘われてたまたま行ったスパイダーズのファン感謝祭で夏之介と握手するも、店の常連とは気づかなかった。その後夏之介が店に行った際に周りの客に気付かれ、そのことがきっかけで夏之介がプロ野球選手と知る。
元々凡田には好意は無かったものの、女将さんやセキネの凡田へのアプローチから気になる存在となり、夏之介のメジャーリーグ挑戦の際に夏之介からのプロポーズを受け入れ婚約。その後、食屋「キッチン味平」で働くことを条件に、夏之介がモップスへの移籍を決め入籍、都内のマンションで同居を始めた。その後3児の母となる。
自身が料理得意なこともあって、凡田が引退後は二人で定食屋を経営するという将来設計をしている。
凡田 金太郎（ぼんだ きんたろう）
夏之介とユキの長男。名前の由来は「サラリーマン金太郎」から。野球に興味が出ている。
凡田 裕子（ぼんだ ゆうこ）
夏之介とユキの長女で春樹と双子の姉弟。
凡田 春樹（ぼんだ はるき）
夏之介とユキの次男で裕子と双子の姉弟。

### セ・リーグ

#### 文京モップス
日本球界を牽引する球団。球団名の由来はザ・モップス。モデルは読売ジャイアンツ。他球団と比べ高年俸、高待遇で迎えられるので、招かれると周りから嫉妬の目で見られる上、ダーティーなイメージの人間を非常に嫌うので、黒い繋がりがあったりするとすぐリークされる。連載開始2年目シーズンで勝つか引き分けでクライマックスシリーズ進出の所でスパイダースに敗れ4位。3年目ではスパイダースと首位争いをするが負ければ優勝を決められる試合でカーナビーツの前に力尽き2位に甘んじたがクライマックスシリーズ1stを2連勝、ファイナルを4勝2敗で制した。球団の「何でも欲しがる体質」とダーティーとの密約で凡田を獲得する。その年は優勝したが、CSファイナルステージで勝負勘を取り戻す前にワイルドワンズになすすべなく敗れる。翌年は2位→5位。モデルとなった巨人同様選手の身だしなみにはうるさく、髭や長髪などは禁止であるため、凡田は髭を会見で剃り落とした。
辻本 真次（つじもと しんじ）
声 - 川上晃二
投手。右投。27歳、年俸8700万円。
文京モップスのセットアッパー。ポルシェとジャガーのクーペを所有している。
オフのラジオ番組で夏之介、源田と出演した際には、夏之介の発言に腹を立てた源田に対してフォローしている。
高橋 ノブヨシ（たかはし ノブヨシ）
外野手。
モップスのプリンスと呼ばれるベテラン。クライマックスシリーズで渋谷から東京ドーム特有のホームランを打ちワイルドワンズを撃破、ファイナルでは第一戦で凡田と対決し内野フライに討ち取られる以外は大活躍するシリーズ男となりシリーズMVPに輝く。過去に34歳で腰を痛めて手術をしたため1年間棒に振ったことがあり、自宅に怪我について助言を与えに来たことがある。東京4年目のシーズンから球団の要請でモップス監督就任のため引退した。
モデルは高橋由伸。
鈴木 ヒロミツ（すずき ヒロミツ）
文京モップスの監督。チーム名の由来となったザ・モップスのメンバー・鈴木ヒロミツと同姓同名。1年目でリーグ優勝、2年目で日本一を経験している。しかしここ3年間は優勝から遠ざかっているため、今年は何が何でも優勝しようと勝負の鬼として非情な采配も厭わない方針を固めている。入団会見で夏之介にサプライズで遠征先から駆け付け、特製のグラブをプレゼントしている（夏之介も球団に忠誠心をマスコミにアピールするため、カメラの前で自慢の顎ひげを剃っている）。この年を勝負の年として挑んだが結局投手の使い潰しとCSで敗れた責任を取って辞任する（辞任の際、酷使で潰れた夏之介に対し後悔の念を語っている）。
辺見（へんみ）
鈴木の後任の文京モップス監督。解説での冷静さと野球理論を買われ鈴木の後を継いだが「常勝」「球界を代表するチームの監督」というプレッシャーで不安に駆られ大型補強を実施、多くの選手を獲得した結果凡田を含まない形で球団保有の70人枠を使い切る。しかしその甲斐もなく2年連続でワイルドワンズの後塵を拝し、契約満了により更新せず退任となった（後任は高橋ノブヨシ）。
杉浦（すぎうら）
鈴木の運転手。辺見体制になり投手コーチとして入閣。
自身が現役時代に肘を故障して引退に追い込まれた経緯があったことから肘を故障した凡田にトミー・ジョン手術を受け入れさせ、1年間のリハビリ生活を経てふたたび支配化枠に戻った凡田を超過保護ともいえるプランにより一軍戦力として復活させることに尽力。しかしチームの成績不振もあって辺見と運命を共にした。
堀之内
元投手。
南蛮と西浦の会話で名前だけ登場するモップスOB。山梨県出身で唯一の日本シリーズMVP選手。
杉里 令一（すぎさと れいいち）
投手。左投。
開幕当初は2軍スタートだった中継ぎピッチャー。さらに凡田の加入によって出場機会が減ると焦っていたが鳥海のアドバイスによって夏之介に弟子入りしたことにより覚醒した（同時に後輩の投手からアドバイスを求められても無視する冷たい人間になってしまった）。徹底的にインコースを付く投球方法で開幕当初シーズン144本塁打ペースで打ちまくっていた丸金を小指骨折に追い込んだ。鳥海と同じくオールスターにも初出場したが、尊敬する同郷のベテラン打者を骨折させてしまったことで得意のインコース攻めができなくなり、さらに小指骨折させた丸金からお返しの満塁ホームランを浴びるなどオールスター以前の輝きは見られなくなりオフに戦力外通告を受けた（モップスは他球団にトレードをかけてみたが、どこも手を挙げなかったらしい）。その後台湾リーグに行くも活躍できず、北海道で事業を行っている社長の娘と結婚し、札幌でバーを経営している。

#### 神宮スパイダース
本拠地は神宮球場。モデルは東京ヤクルトスワローズ で、慢性的な先発左腕不足に悩んでいる。球団名の由来はザ・スパイダース。連載開始1年目のシーズンでセ・リーグを制覇、2年目は最終戦で3位に滑り込み、クライマックスシリーズを6連勝で日本シリーズに進出し3連敗後の4連勝で幕張サベージを破り日本一を達成。3年目はモップスとの二強争いを制し2回目の優勝を果たしたが、クライマックスシリーズでは凡田以外良い所なくアドバンテージ1勝を含む2勝4敗で敗退。『東京ドーム編』1年目では3位に入りクライマックスシリーズ第一ステージでワイルドワンズと死闘の末敗れ、3年目は3位。選手の待遇に関してはかなり「渋い」部類。優勝年にもかかわらずCS敗退という理由で一部のVIP待遇選手以外の待遇が悪かったため軒並み不満が噴出しその結果、凡田流出の憂い目に遭った。
大野 雪雄（おおの ゆきお）
声 - 白井悠介
外野手（左翼手）。背番号41→3→41、右投左打。25歳、年俸1000万→3900万→3600万円→1億円。山梨県出身。
大卒3年目の若手。守備にやや難があるもそれを上回る打棒が持ち味。スパイダーズ山梨県人会の三男。長男・トクや次男・夏之介や渋谷は先輩であるが、仲がいいため半分タメ語混じりで話している。天城など同期の野手は全員引退している。
山梨県人会の中では随一の素質を持ち、夏之介にも認められている。2年目後半に1軍定着し、わずか48試合で打率3割6分、14本塁打の好成績を残したことで球団から期待され、年俸1000万円から期待料込みで2000万円に倍増、背番号3を与えられる。しかしこれがプレッシャーとなり3年目のシーズンは不振に苦しむが、1軍のスタメンとしては一定の成績を残す。翌年はツーシームなどの動く球の影響で打率1割台まで低迷するも、同期で現ブルペン捕手の天城の助言もあり徐々に復調している。作中3年目は背番号を譲った縁で曽我部に帯同するようになり、影響を受けてか曽我部と互角の成績を挙げ年俸も大台に到達、東京3年目のころには丸金、曽我部とクリーンナップを組むチームの中心打者に成長した。
今でこそ好青年だが海藤大長坂高校時代は素行が悪く、不良とつるんで喫煙していた所を西浦と一触即発の状態になったこともある。翌日の練習試合で凡田をK.Oするも、西浦には威嚇されノーヒットに抑えられた上、試合後にケガも恐れず利き腕で殴られたことから、その迫力に恐れをなし西浦に心酔するようになった。
瀬川（せがわ）
声 - 早志勇紀
投手。背番号22。右投。29歳。年俸5000万円。
クローザー。社会人を経て6年目のシーズン途中にクローザーに定着。20セーブを挙げて年俸も倍増した。
しかし翌シーズンは救援失敗を繰り返し二軍に落とされ、新外国人クローザーの獲得まで検討されてしまうが、新外国人の契約がまとまらず難を逃れている。それを機に一軍復帰を果たし、その後は復調したようでクローザーの座を守り続けており、2年連続で胴上げ投手にもなっている。連載3シーズン目も安定したピッチングを続けるが、足に打球を受けて長期欠場。その間でセ・リーグ屈指のクローザーに成長した松浪に追いやられた感があり、実際首脳陣からも「もう瀬川の時代じゃない」と言われてしまう。
トーマス・ホットポッパー
声 - 小西克幸
投手。背番号65。左投。25歳。年俸2000万円。登録名は「トーマス」。
カリフォルニア出身のアメリカ人。2mの長身から投げ込むクセ球と馬力が武器のサイドスロー左腕。普段は温厚だがマウンドに上がるとすぐに頭に血が上る短気な性格。
外国人枠の関係からほとんど二軍暮らしをしており、たまに谷間や奇襲先発として一軍登板する。
一軍では2シーズンで通算3勝。マイナーよりも比較的環境のいい日本を気に入っているが微妙な立場にいるため、新外国人獲得の話が出ると自分の首を心配し焦りだす。
引退後、投資解説をするユーチューバーとして年収が現役時代から10倍に上がった。
川崎 丸雄（かわさき まるお）
声 - 高橋伸也
投手。背番号13、右投げ。38歳、年俸8000万円。
通算150勝の大ベテランであり、 最高で年俸2億3千万円にも到達したことのあるチームの功労者。
荒れ球だが球威で抑えるタイプで、年齢を感じさせない肉体の持ち主。200勝を志し現役にこだわる。現在は引退して1軍ピッチングコーチ。
車好きであり、1000万円を超える車を乗り継いでいる。現在の愛車は日産GT-R スペシャルエディション。
東光 淳次（とうこう じゅんじ）
声 - 稲田徹
捕手。背番号50、右投右打。32歳、年俸500万円。
ワセダ大学では主将も務めたスター選手で、ドラフト2位で入団。バッティングとインサイドワークは悪くないが、比較的弱肩のため一軍に定着できず、年に数回一軍登録される程度の4番手捕手に甘んじている。
ドーヨスポーツの北村記者は大学時代の同期で二軍捕手だった。しかしエース記者として活躍する彼に現在は2倍の収入差をつけられている。
その後スパイダーズを戦力外となり、スカウト転向の打診を受けるも辞退。トライアウトを受験するが日本の球団からは声が掛からず、職探しを始めようとしたところで、台湾の球団からオファーを受けて契約した。
樹 六破（いつき ろっぱ）
声 - 高木渉
外野手（右翼手）。背番号60、右投左打。26歳。年俸650万円→1300万→4600万円。栃木県出身。
大卒4年目で夏之介と同い年だが、「草野球のおっさん」と評されるほどの肥満体型。
引退後は妻の実家の和菓子店を継ぐことがほぼ決定しており、悲壮感はあまりない（後述の松浪によれば上がり調子の和菓子業界なら尚更といわれるぐらい需要があるらしい）。夏之介から見ると一球にこだわるハングリー精神に欠け、プロ向きではない性格の選手。体型だけでなく中身も草野球のおっさんと称される。
きたボールを何も考えずに打ち返しているため、四球や打点が極端に低い。しかし、そのようなプレースタイルでも二軍で打率3割以上を維持していることから、野球のセンス自体はかなり高いとも見られており、バッティング練習を見た首脳陣からは「バッティングだけなら4番打者」と評価されている。
作品内2シーズン目は開幕当初は1軍であったが、6月から2軍に落とされる。ただし以前のような気楽さは見られず、1軍への執着心を見せるようになった。
連載開始から2シーズン続け、順位確定に絡む9月になってから1軍に上がり大活躍することから「9月からの男」と評される。2シーズン目には9月からの1軍昇格にかかわらず、10本の本塁打を打っている。
井上（いのうえ）
内野手。背番号10、左投左打。27歳。年俸1億200万円。
プロ入り9年目。スパイダースのファーストのレギュラー。口髭が特徴。年俸が1億円を突破した年にファッション誌のモデルとの結婚を発表する。
是川（これかわ）
声 - 日野聡
投手。背番号37、右投げ。27歳。年俸2300万円。
大卒5年目。プロ入り1年目で10勝を挙げたものの、2年目7勝、3年目5勝と振るわず、4年目はケガの影響で一軍登録なし、5年目は2先発するも2KOと、直近で結果を出せていなかった。シーズン終了後に神戸オックスへとトレードされることとなる。なお、翌年一軍登板はなく、引退している。
兵庫県神戸市出身で、子どものころは大阪テンプターズファンだった。しかし入団後は神宮スパイダースを心から愛しており、夏之介に本心を打ち明けた場面では涙を流して別れを惜しむ。
丸金 千太郎（まるがね せんたろう）
捕手。背番号40、右投右打。24歳。年俸500万→5000万円→2億2000万円→2億→1億7000万。東京都出身。
高卒6年目。ドラフト5位で入団。中学生の時両親が離婚し母子家庭に育ち、現在は妹の学費の面倒を見ながらプロ生活を送るハングリー精神の塊のような選手。「野球はお金を稼ぐ手段」と断言するなど、夏之介をもってしても自分以上と認めるグラゼニ体質。1軍昇格時の最低保障年俸1500万円の差額がボーナス代わり。
2軍調整中の夏之介との経験を買われ、レギュラー捕手の寺杉の故障に伴い夏之介の女房役として1軍に昇格。スタメンに起用された試合で4打数4安打5打点と優れた結果を残し、寺杉から正捕手の座を奪取。スタメンに定着し、4番に任命された。その後13年間1軍に在籍し続けた。
同点打・逆転打を非常に多く打ち、広角にホームランを打てる。首脳陣からは「『好打者』と『長距離砲』のハイブリッド」と非常に評価も高い。
バッティングに反してインサイドワークに関しては頼りない面があり、夏之介や渋谷からは若干の不安感をもたれている。
優れた成績を残す反面好不調の波の激しく安定感に欠ける。しかし監督の意向でどんな時もスタメンで使われ続けたため、行く度となく勝てる試合を落としていることに批判も出ている。
日本シリーズでは夏之介同様スランプに陥り、「逆・シリーズ男」と呼ばれるようになる。しかし、相手のエラーや打撃妨害など決勝点を生み出したり、優勝が決まる最終戦では逆転3ランホームランを打ち、日本シリーズMVPに選ばれた。その後の年俸交渉で5000万になり、家も埼玉県外れのアパートから都心の高級マンション、高級車を乗り回す派手な生活になり性格も天狗で人を見下すナルシストになっていった。
翌シーズンからは開幕7戦連続ホームランを放つなどシーズン144本塁打という前人未到の活躍が期待されたが、杉里のインコース攻めで小指骨折し途中退場した(翌日から一塁手で出場したが、その日以降打撃不振になってしまった)。
スコット
投手。背番号27、左投げ。
作品内1年目のオフで獲得した新外国人。スコットを獲得したため、西河内の獲得はならなかった。
夏之介が2軍へ調整に行った代わりに1軍に合流しローテーション入り。8月上旬からの1軍にもかかわらず、その年9勝を挙げた。
綾野（あやの）
投手。左投げ。名古屋ワイルドワンズ→神宮スパイダース
左の先発が極端に不足しているチーム事情から、渋谷とのトレードで入団した投手。名古屋では左腕エース格だった。
松浪 東次（まつなみ とうじ）
投手。背番号44、左投げ。瀬戸内カーナビーツ〜神宮スパイダース 年俸1500万円→8000万円。
作品内2年目のオフに、田辺監督の独断により戦力外から拾われる形で入団。瀬戸内時代、レギュラーシーズンでは今一つもポストシーズンで大活躍するという、夏之介と似た境遇で頭角を現した。その年の契約更改で大幅アップを要求してフロント陣と険悪になり、翌年怪我でシーズンを棒に振った途端すぐに戦力外となった。左のワンポイント中継ぎとして食い込もうと凡田をライバル視していたが敗戦処理も果たせなかった所田辺のアドバイスでオーバースローからスリークォーターに転向、シンカーを武器にその日の試合で勝ち投手になり瀬川の代理クローザーとしてマウンドに上がるようになった。
一度戦力外になり年俸が大幅に下がったことから、妻の実家である八王子市の町工場から1時間近くかけて電車通勤している。家族思いのため子持ちの樹とも気が合い、息子も父に憧れて野球を始めている。しかしその町工場は経営が逼迫しており、社員が義父である社長含め3人しかいない上、皆高齢者。社員に工場の跡継ぎになってほしいと泣きつかれたこともある。
曽我部（そがべ）
外野手（左翼手、中堅手）。右投げ右打ち。33歳。年俸8000万円→2億円。背番号3。東京都出身。九州シャープホークス〜メジャーリーグ〜神宮スパイダース
九州シャープホークスで主力選手として活躍し、オックス監督時代の田辺にトラウマを残した。メジャーリーグに挑戦し1年半ほどレギュラー、その後はスーパーサブとしてそれなりに活躍。作品内2年目のオフに日本球界復帰を決意。大阪テンプターズと札幌パープルシャドウズが獲得合戦を繰り広げたが、在京志向が強かったためスパイダースへ前者2チームより安い年俸8000万円で売り込みをかけ、田辺監督の意向もあり入団。入団の条件として大野がつけている背番号3を希望し受け入れられたため、背番号は3。中堅手のレギュラーに落ち着くもやってきたスパイダースで丸金のバッティングセンスに脱帽、自分が天狗になっていたのを思い知らされ丸金に帯同する。江戸訛りで「ひ」が発音できない。
子供のころから神宮で暮らしていたためスパイダースファンである。
田辺（たなべ）
声 - 二又一成
神戸オックス監督〜スパイダース監督。背番号90。65歳。
打者の左右を重視した采配をするため、夏之介を重用している。本人曰く「気が弱い」らしく、打者の左右などの理由から急なリリーフや続投を行うことがあり、過去に手痛い目にあった選手を取りたがる。痔持ち。東京二年目にチームの若返りを理由にスパイダース監督を退任。
波越 拓郎（なみこし たくろう）
田辺退団後のスパイダース新監督。「策士」と呼ばれるキレ者でオープン戦で大野、丸金、曽我部にわざと三振をさせ本調子に程遠い凡田の復活をモップス陣営にアピールし、公式戦で滅多打ちにする策を授ける。
小里（こざと）
声 - 石野竜三
スパイダーズ1軍ピッチングコーチ。背番号80。56歳。
田辺監督と行動を共にすることが多い。
迫田（さこた）
声 - 乃村健次
スパイダースブルペンコーチ。背番号79。39歳。かなりの強面。
中継ぎ投手陣の責任者であり、夏之介にとって最も直接的な上司。打者の年俸によって打たれたり抑えたりする夏之介の特徴を見抜く。
ブルペンコーチとして夏之介不在の中継ぎや回しにくさを最も感じており、夏之介の先発転向後も中継ぎに戻すよう進言している。
富士野 泰山（ふじの たいざん）
外野手。左打。年俸4億円→2億円→2千万円。福岡シャープホークス→文京モップス→神宮スパイダース
福岡シャープホークスからFA加入した大物スラッガー。元々はモップスのファンだったが、層の厚い球団では活躍できないと読みドラフト前の会見で「（好きな球団は）しいて言えばセでは大阪テンプターズ、パでは福岡シャープホークス」と語った（実際にこの二球団から指名が入っている）。前球団では味わえなかった重度のプレッシャーから開幕当初は18打席0安打という大不振に陥っていたが、徳川ヘッドコーチの「心で打て！」というアドバイスに感化され初ヒットでホームランを放った。夏之介とは同じFA組であり、500万円もする高級腕時計をプレゼントするなど仲が良い。2度目のFA権を取得するが、その年に自由契約となり、スパイダースと契約した。同年、パン屋で働いていた女性と結婚。
鳥海 啓太（とりうみ けいた）
一塁兼外野手。左打。文京モップス→所沢ジャガース→神宮スパイダース
夏之介と同級生で、高校時代は四番＆エースで夏の甲子園制覇という輝かしい経歴を持つ。大学でも好成績を残してモップスにドラフト1位で入団した。しかし球団の大補強＆入団当時通算500本塁打をマークしていた主力選手という厚い層によって出場機会はなく二軍の帝王状態になっていた。外野手にも挑戦するが、富士野の加入によってさらに出場機会が絶望的になった。しかし助っ人のマーク・コーンが20打席1安打という大不振で二軍落ちしたことにより自身初の一軍昇格。即スタメンで3安打1ホームラン2打点という大活躍で人生初のお立ち台を体験したなど、オールスター前までは主力として活躍していた。オールスター初出場も経験したが、オールスター初打席で受けた頭部死球によってイップス状態になり二軍落ち。さらに入れ替わるようにマークが復調、出番なくその年のオフに2対1のトレードでジャガーズ移籍となった。そのジャガーズも2年で戦力外となりトライアウトを経てスパイダースに入団した。その年は代打屋として活躍し、年俸が900万円から2700万円に上がった。
堺（さかい）、釜萢（かまやつ）、前田（まえだ）、加藤（かとう）
声 - 亀山雄慈（堺）、中村和正（釜萢）、石井隆之（加藤）
スパイダースのレギュラー。ポジションはそれぞれサード、セカンド、ライト、ショート。
名字はザ・スパイダースの堺正章、かまやつひろし、前田富雄、加藤充と同じ。上記の井上（井上孝之および井上順）、大野（大野克夫）、田辺（田邊昭知）も同様。

#### スパイダース関係者
箕川 ノボル（みのかわ ノボル）
声 - 徳武竜也
夏之介の1年後輩の元投手。右投。
夏の甲子園の優勝投手となりドラフト1位でスパイダースに入団したが、故障に泣かされ6年間で一度も一軍登板がないまま引退した。プロでは活躍できなかったが、本来持っている運動能力はきわめて高い。
引退後は球場内のグッズショップに勤務している。
栗城 里志（くりき さとし)
声 - 武田幸史
打撃投手兼スコアラー。背番号120（現役時は67）、左投げ。30歳。
夏之介の4期上の先輩。コントロールは抜群だが球威に欠けるという夏之介と似たタイプの投手。
現役時代は左の中継ぎとして起用され、11年間で通算1勝7敗2セーブ。26歳の時は年間50試合に登板し最高年俸1500万円に達したが、そのわずか3年後に戦力外通告を受け、打撃投手兼スコアラーに転身。年俸は600万円で、最終年俸650万円とはあまり変わっていない。
現役時代は球速へのこだわりを捨てきれず、夏之介は「スピードにさえこだわらなければこの先輩はもっとやれたと思う」と述懐している。
天城 大器 （あまぎ たいき）
ブルペン捕手。右投左打。26歳（連載開始翌シーズンに初登場）。年俸450万円。
雪雄と同期ではあるが、けがなどもあり現役は引退している。雪雄に動く球に対する助言をし、復調へ導く。
ブルペン捕手からのコーチが現在の夢。15年後には夢叶い、2軍のブルペン担当コーチとなる。
安田 良樹（やすだ よしき）
声 - 天田益男
スパイダーズのスカウト。プロ入り時の夏之介を担当し、シビアなアドバイスでプロの心得を教えた。カネにこだわる夏之介の性格に大きく影響を与えた人物である。カタギには見えない出で立ちをしている。周囲の人間や他球団のスカウトが西浦に注目する中、ただ一人早くから夏之介に注目していた。
安田がスパイダースのスカウトになる前の高校生からスパイダースでの現役時代を描いたスピンオフ作品、『昭和のグラゼニ』では主人公を務めている。
昭和のグラゼニにおける安田
山梨県で牛乳店を営む母子家庭の長男で、地元の野球部では創部以来の天才打者と呼ばれていた。部屋中に長茂島雄のポスターを貼るくらいの大ファンで、長茂の後輩になるためリッキョーを目指すも最後の山梨大会でベスト4で散ってしまったためリッキョーのセレクション招待が来ず、セレクション会場に偽のゼッケンを身につけて参加者に紛れ込む事を思いつく。すぐにバレて追い出されようとしたその時、会場に突如登場した長茂の激励に感動しリッキョーは一般入試に挑んで合格し見事入学。そして夢はモップスにドラフト一位指名で入団することに変更になった。デビュー戦初打席で満塁ホームランを放つなどリッキョー野球部の期待の星として世間から注目されるもドラフトではモップスではなくスパイダースに一位指名を受け失意の中スパイダースに入団した。新人時代に川荒監督（モデルは荒川博）より指導された一本足打法が徒となり打撃低迷、岡広監督（モデルは広岡達朗）に替わりフォームを戻すと本来の能力を発揮し代打として活躍、岡広による守備指導の成果もあり徐々にスタメン機会を増やし、リーグ優勝に貢献した。
入団時のポジションは内野手、背番号39。契約金2000万、年俸200万円→200万→120万→240万。
椎名 敬士（しいな けいし）
声 - 最上嗣生
元投手。背番号11、右投げ。年俸2億4000万円→4億円→2億5000万→1億5000万。
高卒で入団し、27歳までに84勝を挙げているエース投手。28歳のシーズンは13勝7敗。翌シーズンは9勝10敗、作中3年目は19勝4敗（シーズンMVP）の成績で、通算125勝 を挙げたが、翌年から不調となり、1勝、1勝、2勝、4勝と勝ち星が挙げられず34歳で引退。
イケイケな性格で凡田には先輩風を吹かせていたが、徐々に年齢と共に衰えを見せる。引退時に凡田と再会すると無念を露呈させた。凡田のことは中継ぎ時代から買っており、凡田を自身が監督になったらコーチとして呼びたいと思っていた。
夫人は元女子アナウンサー。

#### 大阪テンプターズ
球団名の由来はザ・テンプターズ。本拠地は甲子園球場。モデルは阪神タイガース。人気球団の一つであり、特に地元大阪では圧倒的な支持を誇る。高額年俸の選手が多い。連載開始1年目のシーズンにセ・リーグを2位通過し、スパイダースをクライマックスシリーズで破り、日本シリーズも制覇。2年目もスパイダースに26ゲーム差もつけてペナント制覇したもののクライマックスシリーズでストレート負けだが安定した成績で東京3年目は2位。
萩原（はぎはら）
声 - 松川央樹
テンプターズ監督。背番号72。
土井（どい）
野手。背番号50、右打。30歳、年俸700万円。
ノンプロから妻子を抱えて26歳で入団した4年目の選手。即戦力として結果を残せておらず、夏之介いわく今年ダメなら恐らくクビという崖っぷちの立場。雄一と亮という2人の息子の名前を手袋に刺繍するなど、プロの厳しさと生活感を演出している。
竹川 満（たけかわ みつる）
外野手。背番号46、左投左打。27歳、年俸900万円。大阪府出身。
大卒5年目。二軍では好成績を残すも一軍ではからっきしの代打要員。左の代打で起用されるも夏之介が登板したことで代打の代打で右の土井に交代させられる。
多田（ただ）
投手。右投。26歳。
セ・リーグを代表する絶対的エース3人のうちの1人。
源田 恭介(げんだ きょうすけ)
声 - 鈴木崚汰
投手。右投。28歳。年俸7900万円。
セ・リーグを代表するセットアッパーで、オフのラジオ番組で共演した際には、(酒に酔った勢いもあり)現行のクライマックス・シリーズ制度を批判する発言をした夏之介に対して怒りを露わにしていた。
石元 敦男（いしもと あつお）
声 - 神島正和
内野手。背番号54、右投左打。22歳、年俸1200万円。契約金8000万円。
高卒5年目。奇想高校出身。甲子園での成績は.590、3HR。高卒で開幕一軍入りを果たすが、年々出場試合数が減少している。
江連 誠（えづれ まこと）
声 - 石狩勇気
内野手。背番号7、右投左打。22歳、年俸1500万円。契約金1億円。
大卒1年目。天外高校出身。関西大学リーグのキンキ大学を経てテンプターズに入団する。甲子園での成績は.450、1HR。ルーキーながら開幕７番セカンドで出場する。しかし、石元同様、活躍ができず、石元と2軍に落とされる。
ターノ
野手。左打。
外国人選手でホームランバッター。かなり短気な性格で、審判に暴言を浴びせ退場になったこともある。

#### 瀬戸内カーナビーツ
球団名の由来はザ・カーナビーツ。球団予算が厳しく、年俸2億円を超えると放出されるという不文律があるチーム。モデルは広島東洋カープ。2年目シーズンでペナントを2位通過しホームでクライマックスシリーズを迎える。東京3年目のシーズンは最下位。
土手来 丈（どてらい じょう）
声 - 神奈延年
野手。背番号5、左打。41歳、年俸4億円。
現役生活23年目。通算500本塁打、本塁打王3回のキャリアを持つミスター・カーナビーツと称される大打者。
オーナーの寵愛を受けているためチームの不文律の例外的存在。前年は29本塁打を放つも打率2割6分、55打点と年俸に見合った活躍はできなくなってきているうえに、その高年俸が補強や若手選手の昇給の妨げになっている。
昨シーズン、夏之介と対戦した際に右手首に死球を受け、骨折し戦線離脱。球団編成部長が構想外を画策し、その分で補強資金を捻出しようとするも故障が公傷扱いとなって減俸できず、チーム編成を硬直させる原因となっている。
原武 裕美（はらたけ ひろみ）
声 - 黒田崇矢
投手。背番号29、右投右打。32歳。年俸2900万円。広島県出身。
プロ入り14年目。入団時から中継ぎ一筋のベテラン。元ツッパリの一本気な性格で愛称は「瀬戸内番長」。同期は全員引退している。
広島のローカル番組でグルメレポーターを務めたり、ウェブサイトで人生相談の回答を担当したりするなど、ユニークなキャラクターでファンからの人気は高い。他球団所属ながら夏之介にも非常に慕われており、本人も同じ境遇である夏之介を可愛がっている。
豪胆なイメージとは裏腹に実は慎重で小心な性格。身体能力は低く（入団後の体力測定で「遠投」も含め同期で全種目最下位）自身でも強く自覚している。
フォークが一番いい球とされるが、基本的にストレートが130km/hそこそこしか出ないためあまり脅威ではない。そのため投球に極端に時間をかけて打者をじらすなど小手先の技術でカバーすることでプロとして生き残っている。
時間をかける投球はバッターに知られていることからあまり効果はなく、周囲のイライラが募ったり、審判からはボークを取られるギリギリとなっている。しかし、突如開き直って時間をかけずストレートを投げ込むため、不意を突かれたバッターが凡退してしまう。ただし原武はこれを天然でやっており、そのタイミングが天才的なことで結果を生んでいる。
最初のシーズンでは、夏之介にホームランを打たれたことがきっかけで2軍落ちし、そのシーズンは1軍登板機会はなかった。
翌シーズン末に1軍へ復帰。2軍落ちの間に肉体改造を行いストレートの平均速度を5km/h上げる。その後消化試合ながら2回のロングリリーフで9回無失点で2勝を記録。クライマックスシリーズの秘密兵器として登板。
クライマックスシリーズでは夏之介と中継ぎ同士の投げ合いを求めていたが、初回で夏之介が登板するも1球で交代。そのことを意識するあまり失点し、それがもとで敗戦投手となる。
「東京ドーム編」3年目では開幕に予定していた先発ローテーションがケガと不調で崩壊し、原武本人まで先発に回るという非常事態となり、開幕前に今シーズン限りでの引退を発表し、ヒーロインタビューで撤回するというパフォーマンスを画策し、家族まで東京ドームに呼んで夏之助と投げ合うがあえなく敗戦投手に。
米良（めら）
投手。背番号17、左投。23歳。年俸2億円。
セ・リーグを代表する絶対的エース3人のうちの1人。
初出では仙台ゴールデンカップス所属の設定だったが、単行本1巻第二刷よりカーナビーツ所属に変更された。
臼井（うすい）
声 - 小柳基
カーナビーツ監督。

#### 川崎ブルーコメッツ
球団名の由来はジャッキー吉川とブルーコメッツ。球団名に「川崎」と入っているが、本拠地は横浜スタジアムである。モデルは横浜DeNAベイスターズ。連載開始2年目のシーズンで5位。以後試合の描写がないが「東京ドーム編」3年目内に「ブルーコメッツ快進撃」という一文があった。しかし結局5割の壁をさ迷いながら僅差の4位に終わる。
吉川（よしかわ）
ブルーコメッツ監督。
年の割にスマートフォンを使いこなし、Twitterのアカウントを持っている。
深津（ふかつ）
野手。背番号23。左打。年俸1850万。
高卒3年目。打撃がやや非力ながら、俊足・好守のセンスのいい選手。監督からの期待も大きく、半ば強引にレギュラー起用されている。
萬田（まんだ）
声 - 広瀬淳
二塁手。背番号28。右打。28歳。年俸7200万。
ブルーコメッツのセカンドのレギュラーに定着して3年目。
美里（みさと）
声 - 高橋伸也
投手。背番号21。右投。24歳。年俸5400万。
谷納 正浩（やな まさひろ）
投手。背番号17。右投。24歳。年俸6100万。
前年9勝6敗の成績を残す。「将来のエース」を期待されて翌年の開幕投手に抜擢され、椎名と投げ合い勝ち投手となる。
なお同年度のオールスターに選出されるものの、怪我で辞退した描写がみられる。
三浦 永輔（みうら えいすけ）
「ハマの永ちゃん」と称される選手で、ファンからも人気がある背番号18のピッチャー。高校時代は練習についていけず幽霊部員になっていたが同僚からリンチを受け半強制的に部に戻らされながらも自分の才能と必要性に気づき、ブルーコメッツの前身「大漁ホールズ」に入団。以後川崎の中心選手として闘い続け、夏之介の東京3年目最終戦の引退試合に登板し球界を去った。
ミラー
吉川に代わって就任したブルーコメッツの監督。現役時代は「ミラーちゃん」の愛称で親しまれスパイダース→モップス→ブルーコメッツと渡り歩いた選手。勝負よりファン第一の考えで、三浦永輔の引退試合では6回表の敢えて途中まで投げさせ選手を集めた所でマウンドから降ろし花道を作らせるという演出を行った。

#### 名古屋ワイルドワンズ
球団名の由来はザ・ワイルドワンズ。モデルは中日ドラゴンズ。開始一年目のシーズンから2年連続で最下位。3年目に北王子体制の下、渋谷ら新戦力が活躍し三位、「東京ドーム編」一年目では2位通過で日本一を達成、翌年は完全優勝でV2を果たし、黄金時代を迎えつつあるが北王子独裁政権になって選手と監督に溝があり上位にいることで和がかろうじて保たれている状態であるがV3を達成した模様。
北王子 敏文（きたおうじ としふみ）
名古屋ワイルドワンズ〜野球解説者〜ワイルドワンズ監督。42歳。右投左打。大学、社会人を経て地元球団（ただし、出身は群馬県）である名古屋ワイルドワンズに入団し、長年正捕手としてプレー。2000安打も達成し、「ミスター・ワイルドワンズ」と称された大選手。作中1年目のシーズンで引退した。現役時代からクレバーな選手として有名で、計算高いといった噂が多く流れている。
引退後は温厚で柔和、知的なイメージからタレントとしても幅広く活動し、近代オリンピック番組のメインキャスターのオファーが届くほどの人気で周囲からは年収も億に達するのではないかとみられていたが、実際には達していないようである。
現役時代に夏之介と対戦成績は5打席0安打。そのときから夏之介は「打ちにくい投手」という印象で、夏之介が先発をやっていないことに疑問を感じており、現役引退後は夏之介の動向に注目している。そのことを渋谷からは、自分が監督になった時、獲得したい選手にあらかじめ近づいているためではないかと推察されている。
次期ワイルドワンズ監督の最有力と目されていたが、新しく就任した社長と折り合いが悪く、実際の就任は微妙な状況にあり、その裏でスパイダースの来季監督候補にも挙げられていたが2年連続最下位を重く見たフロントが態度を一変し監督就任を要請、名古屋監督に就任する。
「東京ドーム編」3年目には性格が一変し無愛想で無口、マスコミにも冷たく接するようになった。特に勝利の方程式を「自分の役割だけ果たせばいい」無責任な奴が多くなったと嫌悪し昔ながらの完投で勝つチームに回帰させようとしている。しかし、その考えは石塚でさえも「ただの頑固親父」と呆れられてしまった。
渋谷 章（しぶや あきら）
声 - 星野貴紀
投手。背番号25→14、右投。27歳、年俸3700万円→3400万→8000万円→9500万→1億5000万。
神宮スパイダース→名古屋ワイルドワンズ。ドラフト1位入団。夏之介とドラフト同期の同級生。他の同期がすでに残っていないこともあり、仲がいい。先発ローテーション入りしており、プロ7年で通算21勝を挙げている。栄養管理などにも気を使っているが、細かいことを気にしすぎるところがあり、夏之介からも「ちょっと気難しい奴」と思われている。
8年目のシーズンは開幕から3試合連続1失点完投と好投するも、リーグを代表するエースたちとばかり当たるため援護に恵まれず3連敗を喫するなど、極端に勝ち運がない。しかし27歳のシーズンは前半戦でなかなかの結果を残し、怪我人の代わりだがオールスターまで出場している。
しかし丸金が正捕手になると相性が悪く以降勝ち星に恵まれず2軍生活。悩んでいた所に北王子の大型補強の一つとして名古屋へ移籍、現在勝ち頭の一角。「東京ドーム編」3年目に意識改革で北王子から内容よりも勝ち星（結果）という年俸査定にされてしまい、しかも登板試合では勝敗に関係なく責任投球回数を全うすることを強制された。おかげで投球回数に対して防御率が極端に悪化してしまい北王子に対する不信感を強めてしまっている。
関谷 雅光（せきや まさみつ）
声 - 高橋広樹
一塁手。背番号6、左投左打。27歳、年俸1億8000万円。
3番打者。ランナーが溜まるほど力を発揮するクラッチヒッター。ちょうど10倍の年俸を稼いでいるため、夏之介に強く意識されている。
飲み明かした後に二日酔いのまま試合に出場するような豪放な性格。だが一度グラウンドに入ると、凡田曰く「肉食系」の強烈な集中力を発揮する。凡田は二日酔いの関谷と対峙した際、そのような状態であるにもかかわらず彼の集中力が自分を凌駕している、と強く感じていた。強打者でありながら守備も巧みで、先述の試合中には2度もファインプレーを決めている。
冬木 守（ふゆき まもる）
声 - 古川慎
右翼手。背番号1、右投右打。29歳、年俸1億1000万円。
俊足巧打で現在12球団の外野手では一番の名手と呼ばれている。出村と1・2番コンビを組む。プロとしての求道者の一面を強く持っており、プロがアマチュア的なプレーをすることを嫌う。そのためケガなどのリスクの高い一塁へのヘッドスライディングを「最もスマートではないプレー」と考える。
出村 四郎（でむら しろう）
声 - 増田俊樹
二塁手。背番号3、右投右打。28歳、年俸9800万円。
現在12球団の二塁手では一番の名手と呼ばれている。冬木と1・2番コンビを組む。冬木のプロとしての美学に心酔しており、同じようにスタイリッシュにプレーしたいと考えている。
殿山（とのやま）
投手。背番号11、右投。24歳。
セ・リーグを代表する絶対的エース3人のうちの1人。
椿屋 広哉（つばきや ひろや）
連載開始2シーズン目から途中で就任した新社長。55歳。
官僚的な考え方で親会社からの出向という意識が強く、サラリーマンとしての処世術に長けている。そのためよく顔を出すが、現場そのものは好きではない。
上記のような考え方から次期監督と目されている北王子とは折り合いが悪い。現役時代の北王子の不遜で横柄な態度を見てから好感が持てない。
石塚 弘揮（いしづか ひろき）
球団職員兼北王子監督の専任広報。元投手。所沢ジャガーズ〜名古屋ワイルドワンズ
北王子とは大学の同期で親友。ジャガーズに入団するが、プロ未勝利のまま引退。打撃投手となるも肩を壊し、一度は球界から身を引いて家業の手伝いをしていた。北王子の監督就任時の条件としてワイルドワンズにスタッフとして入団。
現役時代の実績は皆無ながら指導者としての才覚はあり、彼の出すアドバイスがズバズバ当たるため北王子から『影のヘッドコーチ』と言われるほどの信頼を得る。渋谷獲得も石塚の提案による物。
北王子自身は石塚を投手コーチとして起用したかったが、プロでの実績がないため球団側が拒否。そのためチームスタッフとして招集されることとなった。
しかし一方で、スタッフという立場でありながら監督を通して強い発言力を持っていることに対して、コーチ陣からは反発も出ている。
秋村
オモテのヘッドコーチ。老齢で石塚の意見を重用する北王子と内心対立しながらも結果を出していることに理解を示し影で励ます。「東京ドーム編」にて石塚の進言により北王子の独断で解雇された。

### パ・リーグ

#### 仙台ゴールデンカップス
球団名の由来はザ・ゴールデン・カップス。モデルは東北楽天ゴールデンイーグルス。原作の森高（コージィ城倉）が『漫画アクション』に連載した『エクスパンション・サウスポー』にも同名のチームが登場する。連載開始2年目シーズンで4位。その後、凡田達の活躍でＶ2を達成する。
徳永（とくなが）
声 - 浪川大輔
元投手。現役時代の背番号は29。右投右打。35歳。山梨県出身。愛称はトク（相手によって「さん」や「ちゃん」をつけて呼ばれる）。
神宮スパイダース（引退）→野球解説者→仙台ゴールデンカップス投手コーチ。3年前に引退した元スパイダーズの選手。現役時代は右の先発として10年間活躍し、通算49勝。一時期は年俸3000万円くらい稼いでいたが現役時代に散財したため、貯蓄はない模様。引退初年度の年収は300万円に満たなかった。現在の年収は360万円弱。ゴールデンカップスから夏之介の獲得を条件にゴールデンカップス投手コーチに就任。
一年目は凡田の扱いや慣れなコーチから指導に失敗したが、二年目から若手の起用や育成がことごとくあたり名コーチと内外で評判になる。
人当たりのいい宴会系キャラでファンからもそこそこ人気があった。オトワラジオのディレクターと仲がよかったこともあり引退後運良くラジオ解説者になるも、感覚に頼った擬音の多い解説をするため、聴取者の評判はいまいち良くない。初登場したエピソードでは、よりにもよって聴取率調査週間に先発予想を外すという失態を演じたが、スパイダーズが大方の予想を裏切ってつけたその先発が、運良く気心の知れた夏之介であったため、いつもとは打って変わって論理的で的中率の高い名解説を披露し首の皮を繋げた。
八ヶ岳大都留高校時代にエースとしてチームを甲子園ベスト4に導いた実績があり、地元ではスター的存在。夏之介とは同じ山梨出身ということもあり現役時代から人一倍かわいがっており、夏之介、雪雄の3人でスパイダーズ山梨県人会を結成し、長男を務める。
水商売の女性と結婚して長男がいる。
五利 今栄（ごり いまえい）
内野手。背番号8、右投右打。29歳。年俸1億5千万円。京都府出身。
幕張サベージ→仙台ゴールデンカップス。日本シリーズMVP獲得経験2回のサベージの看板選手。ファーム調整中に二軍戦で凡田からホームランを打ち、交流戦最終戦でも再び凡田と対決する。日本シリーズでは2試合で勝利打点をあげ、サベージが優勝すればMVP獲得が有力視されていたが、スパイダースの逆転優勝により3度目のMVPはならなかった。後、FAによりサベージからゴールデンカップスに移籍していた。
向井（むかい）
ゴールデンカップス監督。山梨県出身。監督に就任すると徳永、夏之介と同県出身者をチームに入れ「山梨ライン」とチーム内から陰口を叩かれる。
アマガキ隊
球は速いが、「甘」いコースに行く「ガキ」共と徳永に名付けられた三人。酒、賭博、喫煙、女とまるで昭和のパ・リーグ選手のように非常に素行が悪い。徳永にデジタルデトックスさせられ、生活態度が改善し、ムラッ気のある三人をリリーフに転向させ活躍する。
布川
7回担当。SNS依存で炎上してしまう。女性が好きで何人か恋人を持っている。日本シリーズMVPになる。
本木
8回担当。東北出身で地元。最優秀中継ぎ投手のタイトルを獲得する。
薬丸
9回担当。最初に三人を素行を悪くした原因。セーブ王のタイトルを獲得する。

#### 札幌パープルシャドウズ
球団名の由来はパープルシャドウズ。モデルは北海道日本ハムファイターズ。連載開始2年目シーズンで最下位。
則川 祐一（のりかわ ゆういち）
投手。背番号48→46。右投。年俸1100万円→4000万→8000万。文京モップス→札幌パープルシャドウズ
モップスの中継ぎ投手。高校、大学時代共に全く目立たずスカウトからも「物になれば儲けもの」の低評価で入団後も二軍暮らしと敗戦処理が続き凡田の入団で危機感を感じていたが「東京ドーム編」一年目の凡田欠場中に大化けしその年の終盤からセットアッパーとして定着、胴上げ投手になる。現在では凡田と一家ぐるみで交流のある良き親友であり中継ぎのポジションを争う立場としては最大のライバルとなる。
妻のかおるとはモップスファンの間でも「モップスの選手以外とは結婚しない」という有名な追っかけであり当の則川本人も金目当ての結婚と見ているが高校で全くモテなかった過去から自分を好いてくれるなら（金目当てでも構わない）と意に介していない。
3年目シーズンで夏之助が復帰すると不安定なピッチングが続き辺見監督からの信頼を失い一軍での登板機会を奪われ二軍で一軍復帰を目指して再調整に挑んでいた矢先パープルシャドウズから凡田と河内の交換トレードを持ち掛けられ、契約上放出できない凡田の代わりとして移籍。
移籍以降もリリーフとしては失敗続きで首脳陣からの信頼を失いかけていたが、9月に入って先発投手が足りなくなると登板機会を失っていた則川にそのチャンスが回り、先発した4試合すべてで初回は3失点するものの以後は尻上がりに調子を上げてゼロに抑え、最初2試合は6回完了、3試合目7回完了で4試合目にてプロ初完投、という好投で4連勝と結果を残す。本人の自己分析によれば、北海道のカラッとした気候のおかげで体が温まるまでに発汗で体力を奪われることがなかったのが先発4連勝の要因ではないかとのこと（モップス時代は回を重ねるごとに発汗で体力を奪われるためスタミナ不足で先発失格の烙印を押されていた）。なお、初回に必ず3失点するのは「先発の力配分が分からなかったから」と分析している。契約更改で現状維持を勝ち取るとともに来季からの先発転向を示唆された。移籍2年目は一軍で先発ローテーションに定着し、14勝2敗でハーラーダービートップの成績を残している。
移籍してからは札幌市内にある妻の実家で三世帯同居している。
西河内 浩（にしごうち ひろし）
声 - 加瀬康之
投手。背番号25。左投。38歳、年俸1億5000万円。北海道出身。
神戸オックス〜札幌パープルシャドウズ。大卒通算115勝のベテラン。
田辺監督のオックス監督時代の愛弟子。故障により成績低迷し、連載1年目のオフに戦力外通告を受ける。購入したマンションのローンと、実家の工場の再建に収入のほとんどを費やしており、次年度の税金を払えなくなるため現役にこだわってトライアウトを受験。田辺監督の温情もあり左の先発が足りないスパイダーズが獲得しようとするが、直前に新外国人の契約がまとまり流れてしまう。その後台湾の球団と契約する。
後藤田（ごとうだ）
投手。背番号11。左投。
「日本一のピッチャー」といわれるパープルシャドウズのエース。右腕を折りたたんだ瞬間に左腕を出す独特なフォームが特徴。作中2シーズン目の開幕投手を務めた。
河内 達也（こうち たつや)
打者。右打ち。凡田の同い年。
ドラフト7位。年俸1億5000万円。渋谷区出身。札幌パープルシャドウズ→文京モップス→札幌パープルシャドウズ
凡田と何かと因縁がある選手。名門校で甲子園出場、エースで4番と順風満帆だったが高校3年目だけ調子を落としたせいで評価が急降下してしまう。在京で『強い』チームであるスパイダースを熱望していた。ドラフト会議にて、当のスパイダースは「指名競合相手がいない」という判断のもと7位で凡田、8位で河内を指名する予定だったが、パープルシャドウズが7位で河内を指名。北海道行きを悩むも渋々入団することになる。2軍時代ではファームシーズン150安打の記録が掛かっていたが凡田に阻まれたうえ凡田への初ヒットもピッチャー返しで額に直撃させる大怪我を負わせ入院見舞いの様子を「運命のいたずらが生んだ下位同士の友情物語」と当時のマスコミに書き囃された。
その後チームの主軸として活躍したが一軍首脳陣とトラブルを起こし二軍幽閉。年俸を支払いたくないフロントが期日直前に則川と交換トレードされた。しかし、FA権を得た年に、トラブルを起こし時の監督が解任され、懇意にしていたバッティングコーチが監督に就任したため、FAで再度パープルシャドウズに移籍した。

#### 神戸オックス
球団名の由来はオックス。モデルはオリックス・バファローズ。連載開始2年目シーズンでパ・リーグを制覇したがクライマックスシリーズでサベージとの激闘の末敗れるが、3年目は移籍の寺杉が大暴れしシーズンV2、モップスを破り完全優勝。
寺杉 洋三（てらすぎ ようぞう）
捕手。背番号2、右投げ。32歳。年俸1億4千万円。
神宮スパイダース〜神戸オックス。メガネの正捕手。東京都葛飾区亀有出身。
ホーセー大学からドラフト1位で入団後ほどなくレギュラーを獲得し、プロ生活約10年で通算1000本安打、150本塁打を記録している。少年時代からレギュラーを外れたことがないと自負するほどの筋金入りの野球エリート。
捕手としても打者としてもいずれもバランスよくこなすことができると評価される。夏之介にとっても、初めての一軍昇格を後押ししてくれた恩人である。
脇腹痛で2週間2軍落ちしていた間に丸金が大ブレイク。田辺監督の丸金を育てる意向もあり出場機会が激減した結果、出番を求め1対3の大型トレード で神戸オックスへ移籍、スパイダースとの交流戦で8打数7安打の恩返しに日本シリーズでは4勝の内3試合の勝利打点を挙げシリーズMVPにも選ばれ完全復活を果たす。

#### 幕張サベージ
球団名の由来はザ・サベージ。本拠地は現在でも千葉マリンスタジアム名義。モデルは千葉ロッテマリーンズ。連載開始2年目シーズンで順位決定プレーオフで2位決定、クライマックスシリーズ全9戦を戦い抜き、日本シリーズ進出。
手島（てじま）
投手。背番号17、右投。
ボールの出所のわかりづらい投球フォームが特徴。

#### 所沢ジャガーズ
球団名の由来はザ・ジャガーズ。モデルは埼玉西武ライオンズ。連載開始2年目シーズンで3位。

#### 九州シャープホークス
球団名の由来はシャープ・ホークス。モデルは福岡ソフトバンクホークス。連載開始2年目シーズンで5位。
藤村（ふじむら）
投手。右投。
サベージの手島に近い感じの、ボールの出所のわかりづらい投球フォームが特徴。

### メジャーリーグ

#### ボストン・ブルーソックス
モデルはボストン・レッドソックス。
コージ・ウエハラ
投手。文京モップス→テキサス・チャレンジャーズ→ボストン・ブルーソックス。
凡田の交渉権を獲得した「ボストン・ブルーソックス」のクローザー。荷物を取りにフェンウェイ・パークに寄った際、凡田に会い年俸目当てでポスティングしたことを見抜き諦めるよう無言の圧力をかけたはずが返って本人にメジャーリーグ挑戦を本気にさせてしまう。
ボビー・リード（Bobby Lead）
打者。年俸五億の現役メジャーリーガー、通称：BL、BL野郎。ボーイズラブとは無関係だが、オカマっぽい濃い顔立ちと引き締まった尻、オネエ言葉で話し同性愛者という疑問が拭いきれない。
凡田に対して色々とアドバイスしたのは、ブルーソックスの立て直すためである。凡田が解雇されたことを残念に思っていたが「人生とはままならないものでしょう」と凡田に言われて納得した。
大リーグ編では監督に就任し、凡田とパーシーとキャンプに招待する。
レジー・クレイボー
投手。ブルーソックスのライバルで先発主力投手として活躍。一昨年に引退したが、地元のボストンからのオファーと悪友（と思っている）ボビーと再びチームメイトになりたくて球界に復帰。そのしわ寄せで凡田が解雇されることとなった。
パーシー・ホットポッパー
捕手。仙台ゴールデンカップスの育成契約であったが、外国人枠やレギュラーの捕手の影響で正式な契約は取れなかった。
ナックルを取るのが上手く、凡田とペアを組まされる。
その後、二人揃ってブルーソックスに入団する。
凡田のスパイダーズ時代の同僚のトーマス・ホットポッパーは実兄。
ショーン・ケリー
初登場した時は凡田がポスティングした時のキャンプ。当時はまだ無名であったが、その後メジャーリーガーとしてキャリアを伸ばす。
妻と子供がいるが、ギャンブル依存症であるため愛想をつかされる。そのことに奮起して成績を上げて復縁する。
モーリー・サムソン
ベテランメジャーリーガーとして有名であるが、何度も離婚や子供の養育費で財産がなく、税金に困る。そのことに奮起して契約を勝ち取る。
マリオ・アンドレッティ
一見背が低く、童顔で少年のように見えるが46歳でボビーより年上。
野球経験はリトルリーグのみで、ランドリー係→用具係→バッティングピッチャー→スコアラー→マイナーリーグの統括責任者と出世して、GMに出世した。
成績よりも「根性」を多用するなどの根性論が多い。また、「年上の言うことを聞け」など言うなど子供っぽい部分がありコーチや選手からは嫌われている。

### アナハイム・エージャネーカーズ
王嶋貞雄
投手兼打者。投げては160キロ。打ってはホームラン王の二刀流選手。メジャーでも超一流の選手。

### その他
牧場 春彦（まきば はるひこ）
声 - 下野紘
漫画家。
かつて週刊少年マガジンにて「バトルオブ九郎」なる漫画を5年連載し、そこそこの人気を博す漫画家。野球ファンで、マガジンで野球漫画の連載を書くのが夢。中継ぎ投手を題材をした漫画を描くための取材として夏之介にインタビューして知り合いとなる。
その後、読み切り漫画「リリーバーK」を掲載し、そこそこの順位を残し連載化するものと思われていたが、ニッチ過ぎてリスクが高いと判断し、結局無難に前作の続編である「バトルオブ十郎」を連載することとなった。
昨年度の年収は夏之介より上。酒癖が非常に悪い。
北村（きたむら）
声 - 川田紳司
スポーツ記者。年収1000万円（推定）。
ドーヨスポーツのエース記者。人当たりのいい性格で、先発予想など情報収集能力の高さに定評がある。
東光とはワセダ大学時代のチームメイトで、東光とは対照的にずっと2軍の捕手だったが卒業後は立場が逆転。瀬戸際の位置にいる東光に、引退して自らの実家の輸入会社の商社に就職するように勧めている。自分の気遣いにもかかわらずプロにしがみ付く東光と度々衝突しているが、一方で彼の気持ちを友人として深く理解しており、なおもプロとして野球を続けることを陰ながら応援してもいる。
松本 ひでお（まつもと ひでお）
声 - 松本秀夫
オトワラジオのアナウンサー。作中ではプロ野球中継の実況のほか、シーズンオフにナイター枠で放送される生番組『ココだけ』のパーソナリティも務める。
作中で実在の人物と明言されており、モデルはニッポン放送OBの松本秀夫アナ。原作者がニッポン放送ショウアップナイターのヘビーリスナーというところから実現したコラボレーションである。また作中では同僚のアナウンサーとして煙山、師岡も登場する。
作中では徳永と仲が良いという設定になっており、中継でも徳永とコンビを組む描写が多い。また徳永に対し解説者契約の打ち切りを告げる役割を振られるなど、よく損な役回りを押し付けられる。
西浦 菜津樹（にしうら なつき）
夏之介の山梨鶴見川高校時代の1年先輩。恵まれた体格を持つ速球派の左腕投手で、2年生時の秋の大会で145km/hを記録した。プロのスカウトからも注目されていたが結局ドラフトでは指名されず、現在はサベージ戦を中継する千葉県のケーブルテレビに就職し中継の他、選手の居酒屋トーク番組を企画している。
高校時代はお山の大将的な性格のエースで、自分の立場を脅かす夏之介に敵愾心を抱き使いっぱしりにするなどしていたが、夏之助からは「スピードはあるけど頭の悪いピッチングをしている」と内心見下されていた。しかし正義感が強いところもあり、高校球児という立場で喫煙をしていた雪雄に対して、他校の選手にもかかわらず厳しく糾弾した。3年生時には夏之介が成長したことによって自分の実力の限界を感じ、また夏之介を「プロに行く器」と考え、エースナンバーを譲り夏之介の指導に回った。
現在は夏之介・雪雄とも関係は良好で、結婚する際に凡田に妻を紹介した時は「頼もしい兄貴」と言われ、西浦も「ナッツ（凡田）のファン第一号」を自負している。
夏之介からはニッシー、同僚やサベージの五利からはナッツと呼ばれている。
南蛮 昭二（なんばん しょうじ）
西浦、凡田が通っていた山梨鶴見川高校の野球部監督。公立校の指導者経験しかないが、選手に恵まれたため1回甲子園に出場したことがある。典型的な古いタイプの野球人であり、現役時代は賭け麻雀に興じたりギャンブルを試合に持ち込んだりもするようなやんちゃな高校球児だった。現在は一気に老けこんで白髪頭となり、涙もろくなっている。
deeploveyokohama
一般人であるため本名は不明で、deeploveyokohamaはツイッターのアカウント名である。横浜駅で偶然凡田とトーマスを目撃し、その様子をツイートしたところ吉川のタイムラインに反映されてしまい、ブルーコメッツに対トーマスの布陣を敷かせるきっかけを作った。凡田がオトワラジオで問題発言した際にもコメントを寄せている。
セキネ
飛ばし記事で有名なスポーツ紙東東スポーツ（略して東スポ）の野球担当記者。彼女が文京モップスの取材をしてからチームは快進撃で日本一を達成し「勝利の女神」と呼ばれている。モップスの遠征中に神宮 でスパイダースの丸金と凡田を取材するも、タブロイド思考嫌いの丸金には断られる。ユキちゃんの店で凡田からインタビューを受けた際には、凡田がユキちゃんに惚れていることを見抜く。
凡田が去年の最終戦でモップスを倒した妬みから、二人に熱愛を認めさせようとし、快く思わなかったユキちゃんと対立する。しかし取材以降、から揚げチャーハンの虜になり、食堂の常連客になる。ホーセー大学のスポーツ新聞会OGで、先輩の寺杉とは学生時代から面識がある。
ダーティー桜塚
スポーツ交渉代理人。助っ人並びに日本人メジャーリーガーの身辺調査を受け持ち、選手のスカウトから年俸の仲介、球団の売り込みなど、移籍に関わる業務であれば幅広く扱っている。元モップス所属のプロ野球選手（投手）だが、3年で現役を引退した。目的のためなら手段を問わない手法への評判を逆手に取り、「ダーティー桜塚」と名乗っている。夏之介のポスティングの代理人になったがマイナー契約になってしまい、経費の無駄遣いに終わるかと思われていたが、夏之介のモップス移籍に付随する密約で裏金を受け取ることに成功し、きっちり経費を回収している。
持田郁
ダーティー桜塚事務所社員。ダーティー桜塚の部下。夏之介の山梨鶴見川高校時代の1年後輩。夏之介のポスティング交渉の責任を取る形で、夏之介のアメリカ生活において無給で通訳をしている。
ガルビッシュ
テキサス・チャレンジャーズの主力投手。年俸の比較対象として登場。モデルはダルビッシュ有。
若狭敬一（CBCアナウンサー）、山田久志
ナゴヤドームの名古屋対文京戦の実況、解説担当。
又吉克樹（またよし かつき）
投手（中日ドラゴンズ→福岡ソフトバンクホークス）。リアルでグラゼニを体現した実録編の主人公。
真中満（まなか みつる）
ニッポン放送解説者。アニメ第1話で解説として松本アナと中継を担当。
高橋尚成（たかはし ひさのり）
プロ野球解説者。アニメ第5話で解説を担当した。
仁志敏久（にし としひさ）
横浜DeNAベイスターズ二軍監督。アニメ第9話で解説を担当した。
山本昌（やまもと まさ）
ニッポン放送解説者。アニメシーズン2 第1話でゲスト解説を担当した。
則川　かおる
ギャル系ファッションでガングロでよく野球選手と交際したり、合コンしたり派手な男遊びをしていた。しかし札幌で過ごした高校時代まではまったく正反対の、地味で真面目系の女性だった。その後、則川と出会い結婚して子どもを息子の神王統（かおす）を産む。将来は凡田の息子の金太郎と神王統が同じ野球チーム入りたいと語っていたが、則川のトレードでご破産となった。
当初父親は「神王琉」という字を充てるつもりだった（かおる本人もこの字に好感を持っていた）らしく、これが神王統の命名に影響しているらしい。

## 凡田夏之介の成績、年俸の推移
| 球団                   | 年数 | 年齢 | 試合数       | 勝利         | 敗戦         | セーブ       | HP           | 防御率       | 年俸         | 備考                                                                 |
| ---------------------- | ---- | ---- | ------------ | ------------ | ------------ | ------------ | ------------ | ------------ | ------------ | -------------------------------------------------------------------- |
| 神宮スパイダース       | 1    | 19   | 一軍登板なし | 一軍登板なし | 一軍登板なし | 一軍登板なし | 一軍登板なし | 一軍登板なし | ?万円        | プロ入り、契約金1,500万円                                            |
| 神宮スパイダース       | 2    | 20   | 1            | 0            | 0            | 0            | 0            | ?            | ?万円        | プロ初登板                                                           |
| 神宮スパイダース       | 6    | 24   | ?            | ?            | ?            | ?            | ?            | ?            | 1,700万円    |                                                                      |
| 神宮スパイダース       | 7    | 25   | 20           | 1            | 1            | 3            | 10           | 3.38         | 1,750万円    | 連載開始前年のシーズン                                               |
| 神宮スパイダース       | 8    | 26   | 31           | 4            | 4            | 2            | 20           | 3.01         | 1,800万円    | 連載開始、シーズン中に右腕骨折するも終盤復帰                         |
| 神宮スパイダース       | 9    | 27   | 14           | 1            | 5            | 0            | ?            | 5.24         | 2,600万円    | 先発投手として13回登板（うち1回は降雨ノーゲーム）                    |
| 神宮スパイダース       | 10   | 28   | 75           | ?            | ?            | ?            | 42           | 1.31         | 3,300万円    | 中継ぎとして大活躍                                                   |
| 文京モップス           | 11   | 29   | 43           | ?            | ?            | ?            | ?            | ?            | 8,000万円    | 終盤大活躍するも9月に利き腕の靭帯損傷、トミー・ジョン手術            |
| 文京モップス           | 12   | 30   | 一軍登板なし | 一軍登板なし | 一軍登板なし | 一軍登板なし | 一軍登板なし | 一軍登板なし | 4,000万円    | 育成契約、前年の怪我からのリハビリ、登板せず                         |
| 文京モップス           | 13   | 31   | 10           | 10           | 0            | 0            | 0            | 5.04         | 1億2,000万円 | 5回限定の先発                                                        |
| 文京モップス           | 14   | 32   | 24           | 9            | 8            | 0            | 0            | 4.11         | 9,500万円    | 全登板試合、先発投手としての起用                                     |
| 仙台ゴールデンカップス | 15   | 33   | 5            | 1            | 1            | 0            | 0            | 7.91         | 4億5,000万円 | 3試合に先発、2試合にリリーフの後2軍落ち                              |
| 仙台ゴールデンカップス | 16   | 34   | ?            | 14           | ?            | ?            | ?            | 4.72         | 4億5,000万円 | 最多勝利投手賞を受賞、日本一に貢献                                   |
| 仙台ゴールデンカップス | 17   | 35   |              |              |              |              |              |              | 4億5,000万円 | ナックルボーラーに転向するが一軍の捕手が捕逸を連発し、チャンスを失う |
| ボストンブルーソックス | 18   | 36   | 24           | 9            | 3            |              |              | 4.25         | 6000万円     | メジャー最低年俸契約                                                 |
| ボストンブルーソックス | 19   | 37   |              |              |              |              |              |              | 3億5000万円  | メジャー二年目。リリーフ転向                                         |

## 書誌情報
- 原作：森高夕次、漫画：アダチケイジ 『グラゼニ』 講談社〈モーニングKC〉、全17巻
  1. 2011年5月23日発行（同日発売[54]）、ISBN 978-4-06-387004-6
  2. 2011年9月23日発行（同日発売[55]）、ISBN 978-4-06-387043-5
  3. 2011年12月22日発行（同日発売[56]）、ISBN 978-4-06-387069-5
  4. 2012年3月23日発行（同日発売[57]）、ISBN 978-4-06-387096-1
  5. 2012年6月22日発行（同日発売[58]）、ISBN 978-4-06-387121-0
  6. 2012年7月23日発行（同日発売[59]）、ISBN 978-4-06-387131-9
  7. 2012年9月21日発行（同日発売[60]）、ISBN 978-4-06-387146-3
  8. 2012年11月22日発行（同日発売[61]）、ISBN 978-4-06-387157-9
  9. 2013年2月22日発行（同日発売[62]）、ISBN 978-4-06-387189-0
  10. 2013年5月23日発行（同日発売[63]）、ISBN 978-4-06-387211-8
  11. 2013年7月23日発行（同日発売[64]）、ISBN 978-4-06-387231-6
  12. 2013年10月23日発行（同日発売[65]）、ISBN 978-4-06-387248-4
  13. 2014年1月23日発行（同日発売[66]）、ISBN 978-4-06-387286-6
  14. 2014年4月23日発行（同日発売[67]）、ISBN 978-4-06-388327-5
  15. 2014年7月23日発行（同日発売[68]）、ISBN 978-4-06-388352-7
  16. 2014年10月23日発行（同日発売[69]）、ISBN 978-4-06-388382-4
  17. 2015年1月23日発行（同日発売[70]）、ISBN 978-4-06-388417-3
- 原作：森高夕次、漫画：アダチケイジ 『グラゼニ 〜東京ドーム編〜』 講談社〈モーニングKC〉、全15巻
  1. 2015年1月23日発行（同日発売[71]）、ISBN 978-4-06-388421-0
  2. 2015年4月23日発行（同日発売[72]）、ISBN 978-4-06-388453-1
  3. 2015年7月23日発行（同日発売[73]）、ISBN 978-4-06-388476-0
  4. 2015年10月23日発行（同日発売[74]）、ISBN 978-4-06-388513-2
  5. 2016年1月22日発行（同日発売[75]）、ISBN 978-4-06-388549-1
  6. 2016年4月22日発行（同日発売[76]）、ISBN 978-4-06-388584-2
  7. 2016年7月22日発行（同日発売[77]）、ISBN 978-4-06-388620-7
  8. 2016年9月23日発行（同日発売[78]）、ISBN 978-4-06-388642-9
  9. 2016年11月22日発行（同日発売[79]）、ISBN 978-4-06-388662-7
  10. 2017年3月23日発行（同日発売[80]）、ISBN 978-4-06-388695-5
  11. 2017年5月23日発行（同日発売[81]）、ISBN 978-4-06-388727-3
  12. 2017年8月23日発行（同日発売[82]）、ISBN 978-4-06-510213-8
  13. 2017年10月23日発行（同日発売[83]）、ISBN 978-4-06-510494-1
  14. 2018年2月23日発行（同日発売[84]）、ISBN 978-4-06-510943-4
  15. 2018年5月23日発行（同日発売[85]）、ISBN 978-4-06-511693-7
- 原作：森高夕次、漫画：足立金太郎 『グラゼニ 〜パ・リーグ編〜』 講談社〈モーニングKC〉、全13巻
  1. 2018年6月22日発行（同日発売[86]）、ISBN 978-4-06-512145-0
  2. 2018年9月21日発行（同日発売[87]）、ISBN 978-4-06-512841-1
  3. 2018年12月21日発行（同日発売[88]）、ISBN 978-4-06-514366-7
  4. 2019年4月23日発行（同日発売[89]）、ISBN 978-4-06-515064-1
  5. 2019年7月23日発行（同日発売[90]）、ISBN 978-4-06-516521-8
  6. 2019年10月23日発行（同日発売[91]）、ISBN 978-4-06-517616-0
  7. 2020年1月23日発行（同日発売[92]）、ISBN 978-4-06-518160-7
  8. 2020年4月23日発行（同日発売[93]）、ISBN 978-4-06-519103-3
  9. 2020年7月20日発行（同日発売[94]）、ISBN 978-4-06-520232-6
  10. 2020年11月20日発行（同日発売[95]）、ISBN 978-4-06-521291-2
  11. 2021年3月23日発行（同日発売[96]）、ISBN 978-4-06-522566-0
  12. 2021年7月20日発行（同日発売[97]）、ISBN 978-4-06-523555-3
  13. 2021年10月21日発行（同日発売[98]）、ISBN 978-4-06-525718-0
- 原作：森高夕次、漫画：足立金太郎 『グラゼニ 〜大リーグ編〜』 講談社〈モーニングKC〉、既刊7巻（2025年1月22日現在）
  1. 2022年4月21日発行（同日発売[99]）、ISBN 978-4-06-527495-8
  2. 2022年9月22日発行（同日発売[100]）、ISBN 978-4-06-529291-4
  3. 2023年2月21日発行（同日発売[101]）、ISBN 978-4-06-531159-2
  4. 2023年7月21日発行（同日発売[102]）、ISBN 978-4-06-532421-9
  5. 2024年1月23日発行（同日発売[103]）、ISBN 978-4-06-533908-4
  6. 2024年7月23日発行（同日発売[104]）、ISBN 978-4-06-533908-4
  7. 2025年1月22日発行（同日発売[105]）、ISBN 978-4-06-538270-7
- 原作：森高夕次、漫画：太秦洋介 『グラゼニ 〜夏之介の青春〜』 講談社〈イブニングKC〉、全6巻
  1. 2020年7月20日発行（同日発売[106]）、ISBN 978-4-06-520260-9
  2. 2020年11月20日発行（同日発売[107]）、ISBN 978-4-06-521414-5
  3. 2021年3月23日発行（同日発売[108]）、ISBN 978-4-06-522455-7
  4. 2021年7月21日発行（同日発売[109]）、ISBN 978-4-06-524162-2
  5. 2022年10月21日発行（同日発売[110]）、ISBN 978-4-06-529194-8
  6. 2023年2月21日発行（同日発売[111]）、ISBN 978-4-06-530753-3
- 原作：森高夕次、漫画：川 『昭和のグラゼニ』 講談社〈モーニングKC〉、既刊8巻（2025年6月23日現在）
  1. 2022年4月21日発行（同日発売[112][113]）、ISBN 978-4-06-526770-7
  2. 2022年7月22日発行（同日発売[114]）、ISBN 978-4-06-528308-0
  3. 2022年12月22日発売[10]、ISBN 978-4-06-530185-2
  4. 2023年5月23日発売[115]、ISBN 978-4-06-531736-5
  5. 2023年11月22日発売[116]、ISBN 978-4-06-533907-7
  6. 2024年5月22日発売[117]、ISBN 978-4-06-535617-3
  7. 2024年11月21日発売[118]、ISBN 978-4-06-537584-6
  8. 2025年6月23日発売[119]、ISBN 978-4-06-539577-6

## コラボレーション
- 『週刊ベースボール』（ベースボール・マガジン社）2013年2月4日号の特集「2013球界マネー事情」にて、本作とのコラボレーション企画が行われた[120]。
- 四国アイランドリーグplusでは2013年のシーズンより、「お金を払っても見に来てよかった」と観客に思われるようなプレーを見せた選手に与えられる「グラゼニ賞」を講談社との共同で創設した[121][122]。
- 野球用品メーカー・ローリングスは2015年2月に同社サイトにて本作とのコラボキャンペーンを開始した[123]。

## テレビアニメ
BSスカパー！のオリジナルアニメとして、シーズン1が2018年4月6日から6月22日まで放送され、同年10月5日から12月21日までシーズン2が放送された。
アニメ化初発表時には凡田夏之介役の落合福嗣の凡田コスプレによる、アニメのキービジュアルと同じ構図のグラビア写真が公開され、それを見た原作者の森高は「顔付きから体格まで凡田夏之介にそっくりで驚きました。何か運命的なものさえ感じます」とコメント。落合は後日、放送開始直前に催された試写イベントでも凡田コスプレを披露、「最近では自分で（凡田に）寄せている」ともコメントしている。また、放送に先行してモーニングとアニメ公式サイトではアビディ井上によるアニメ化情報を伝えるレポート漫画『その時凡田が動いた〜グラゼニアニメ化への道〜』が連載された。
BSスカパー!で製作・（他局で放送済の作品ではない、同局で本）放送する連続テレビアニメは本作が初の事例となるが、これについてスカパーJSATの小牧次郎（同社取締役 執行役員専務 メディア事業部門長 兼 コンテンツ事業本部長）は「いまや地上波（全国ネット）では夕方のアニメ枠が絶滅しかかっており、昔のように野球マンガをアニメ化するのが難しくなった」という考えを持っており、現在スカパーである程度の実績がある「新しく作られている番組が、過去のテレビの良かった部分を持っている」コンテンツを作るという流れに沿い「（このような作品を）スカパー!でアニメ化する」という趣旨をメディアインタビューで明かしている。
第12話ではビートたけしがゲスト出演、またハライチ岩井と落合福嗣によるTwitter生実況も行われた。

### スタッフ
（出典については基本的に右記を参照）
- 原作 - 森高夕次、アダチケイジ
- 監督 - 渡辺歩
- シリーズ構成 - 高屋敷英夫
- キャラクターデザイン - 大貫健一
- サブキャラクターデザイン - 高岡淳一
- 美術監督 - 加藤浩、坂上裕文
- 色彩設計 - 松本真司
- 撮影監督 - 越山麻彦
- 3D監督 - 濱村敏郎
- 編集 - 小野寺桂子
- 音響監督 - 辻谷耕史
- 音楽 - 多田彰文
- 音響制作 - Ai Addiction
- プロデューサー - 長内敦、山﨑慶彦
- アニメーションプロデューサー - 浦崎宣光、市岡大輔
- アニメーション制作 - Studio DEEN
- 製作 - スカパー！、講談社

### 主題歌
「メリゴ feat. SKY-HI」
SKY-HIがフィーチャリングアーティストとして参加したサイプレス上野とロベルト吉野によるオープニングテーマ。作詞はサイプレス上野およびSKY-HI、作曲・編曲は岩崎太整が担当。
「SHADOW MONSTER」
トオミヨウによるエンディングテーマ。作詞・歌は土岐麻子、作曲・編曲はトオミヨウ自身が担当。

### 各話リスト
| 話数   | サブタイトル         | シナリオ   | 絵コンテ | 演出              | 作画監督                                              | 総作画監督 | 放送日         |       |       |       |       |       |       |       |       |       |       |       |       |       |       |       |       |       |
| 第1期  | 第1期                | 第1期      | 第1期    | 第1期             | 第1期                                                 | 第1期      | 第1期          | 第1期 | 第1期 | 第1期 | 第1期 | 第1期 | 第1期 | 第1期 | 第1期 | 第1期 | 第1期 | 第1期 | 第1期 | 第1期 | 第1期 | 第1期 | 第1期 | 第1期 |
| ------ | -------------------- | ---------- | -------- | ----------------- | ----------------------------------------------------- | ---------- | -------------- | ----- | ----- | ----- | ----- | ----- | ----- | ----- | ----- | ----- | ----- | ----- | ----- | ----- | ----- | ----- | ----- | ----- |
| 第1話  | 僕の職場             | 高屋敷英夫 | 渡辺歩   | 吉田俊司          | 丸尾一 大西陽一                                       | 工藤裕加   | 2018年 4月6日  |       |       |       |       |       |       |       |       |       |       |       |       |       |       |       |       |       |
| 第1話  | 谷間                 | 高屋敷英夫 | 渡辺歩   | 吉田俊司          | 丸尾一 大西陽一                                       | 工藤裕加   | 2018年 4月6日  |       |       |       |       |       |       |       |       |       |       |       |       |       |       |       |       |       |
| 第2話  | 習性                 | 高屋敷英夫 | 齋藤徳明 | 村田尚樹          | 青野厚司                                              | 山田正樹   | 4月13日        |       |       |       |       |       |       |       |       |       |       |       |       |       |       |       |       |       |
| 第2話  | 友達                 | 高屋敷英夫 | 齋藤徳明 | 村田尚樹          | 青野厚司                                              | 山田正樹   | 4月13日        |       |       |       |       |       |       |       |       |       |       |       |       |       |       |       |       |       |
| 第3話  | 県人会               | 高屋敷英夫 | 藤原良二 | 又野弘道          | 重松晋一 小田真弓                                     | 工藤裕加   | 4月20日        |       |       |       |       |       |       |       |       |       |       |       |       |       |       |       |       |       |
| 第4話  | 引退へのレール       | 高屋敷英夫 | 志村宏明 | 吉田俊司          | 中熊太一 青野厚司 森悦史                              | 山田正樹   | 4月27日        |       |       |       |       |       |       |       |       |       |       |       |       |       |       |       |       |       |
| 第4話  | プロになれなかった男 | 高屋敷英夫 | 志村宏明 | 吉田俊司          | 中熊太一 青野厚司 森悦史                              | 山田正樹   | 4月27日        |       |       |       |       |       |       |       |       |       |       |       |       |       |       |       |       |       |
| 第5話  | 安全な株・危険な株   | 高屋敷英夫 | 齋藤徳明 | 門田英彦          | 權容祥                                                | 工藤裕加   | 5月4日         |       |       |       |       |       |       |       |       |       |       |       |       |       |       |       |       |       |
| 第6話  | 倍数                 | 高屋敷英夫 | 藤原良二 | 村田尚樹          | 和田伸一 青野厚司 大西陽一 岡戸智凱                   | 山田正樹   | 5月11日        |       |       |       |       |       |       |       |       |       |       |       |       |       |       |       |       |       |
| 第7話  | 二軍なのに一軍       | 高屋敷英夫 | ボブ白旗 | 又野弘道          | 重松晋一 小田真弓 柳野龍男                            | 工藤裕加   | 5月18日        |       |       |       |       |       |       |       |       |       |       |       |       |       |       |       |       |       |
| 第8話  | 球場までの通勤事情   | 高屋敷英夫 | 齋藤徳明 | 前園文夫          | 青柳謙二 小笠原理恵 飯飼一幸                          | 山田正樹   | 5月25日        |       |       |       |       |       |       |       |       |       |       |       |       |       |       |       |       |       |
| 第9話  | 教師or反面教師       | 高屋敷英夫 | 藤原良二 | 土屋浩幸          | 中熊太一 山村俊了 森悦史                              | 山田正樹   | 6月1日         |       |       |       |       |       |       |       |       |       |       |       |       |       |       |       |       |       |
| 第10話 | 高卒と大卒           | 高屋敷英夫 | 齋藤徳明 | 門田英彦          | 權容祥                                                | 山田正樹   | 6月8日         |       |       |       |       |       |       |       |       |       |       |       |       |       |       |       |       |       |
| 第11話 | 投げるタマがない     | 高屋敷英夫 | 志村宏明 | 古賀一臣          | 青柳謙二 小笠原理恵 飯飼一幸                          | 山田正樹   | 6月15日        |       |       |       |       |       |       |       |       |       |       |       |       |       |       |       |       |       |
| 第12話 | コドクなグルメ       | 高屋敷英夫 | 西澤晋   | 吉田俊司          | 青野厚司 大西陽一 森悦史                              | 山田正樹   | 6月22日        |       |       |       |       |       |       |       |       |       |       |       |       |       |       |       |       |       |
| 第2期  |                      |            |          |                   |                                                       |            |                |       |       |       |       |       |       |       |       |       |       |       |       |       |       |       |       |       |
| 第13話 | 一軍復帰             | 高屋敷英夫 | 藤原良二 | 村田尚樹          | 中熊太一 小田真弓 木下ゆうき 青野厚司 森悦史 岡戸智凱 | 工藤裕加   | 2018年 10月5日 |       |       |       |       |       |       |       |       |       |       |       |       |       |       |       |       |       |
| 第14話 | 甘チャン             | 高屋敷英夫 | 齋藤徳明 | 門田英彦          | 權容祥                                                | 山田正樹   | 10月12日       |       |       |       |       |       |       |       |       |       |       |       |       |       |       |       |       |       |
| 第15話 | 首位浮上             | 高屋敷英夫 | 又野弘道 | 又野弘道          | 大西陽一                                              | 工藤裕加   | 10月19日       |       |       |       |       |       |       |       |       |       |       |       |       |       |       |       |       |       |
| 第16話 | 祝・リーグ優勝       | 高屋敷英夫 | 藤原良二 | 前屋俊広          | 桝井一平 山本径子                                     | 山田正樹   | 10月26日       |       |       |       |       |       |       |       |       |       |       |       |       |       |       |       |       |       |
| 第17話 | ココだけのおハナシ   | 高屋敷英夫 | ボブ白旗 | 渡辺正彦          | 青柳謙二 小笠原理恵 飯飼一幸                          | 山田正樹   | 11月2日        |       |       |       |       |       |       |       |       |       |       |       |       |       |       |       |       |       |
| 第18話 | さびしい季節         | 高屋敷英夫 | ボブ白旗 | 吉田俊司          | 山村俊了 重松晋一 岡戸智凱                            | 山田正樹   | 11月9日        |       |       |       |       |       |       |       |       |       |       |       |       |       |       |       |       |       |
| 第19話 | 戦力外通告           | 高屋敷英夫 | 齋藤徳明 | 門田英彦          | 權容祥                                                | 工藤裕加   | 11月16日       |       |       |       |       |       |       |       |       |       |       |       |       |       |       |       |       |       |
| 第20話 | ファン感謝デー       | 高屋敷英夫 | 藤原良二 | 渡辺正彦 又野弘道 | 大西陽一 小田真弓 青野厚司                            | 山田正樹   | 11月23日       |       |       |       |       |       |       |       |       |       |       |       |       |       |       |       |       |       |
| 第21話 | 無職で結婚…!?        | 高屋敷英夫 | 村田尚樹 | 渡辺正彦 村田尚樹 | 森悦史 中熊太一 木下ゆうき                            | 工藤裕加   | 11月30日       |       |       |       |       |       |       |       |       |       |       |       |       |       |       |       |       |       |
| 第22話 | いきなり大逆転!      | 高屋敷英夫 | 藤原良二 | 飯村正之          | 桝井一平 那須野文                                     | 山田正樹   | 12月7日        |       |       |       |       |       |       |       |       |       |       |       |       |       |       |       |       |       |
| 第23話 | 契約更改・前編       | 高屋敷英夫 | 齋藤徳明 | 渡辺正彦          | 青柳謙二 小笠原理恵 飯飼一幸                          | 工藤裕加   | 12月14日       |       |       |       |       |       |       |       |       |       |       |       |       |       |       |       |       |       |
| 第24話 | 契約更改・後編       | 高屋敷英夫 | 齋藤徳明 | 吉田俊司          | 中熊太一 小田真弓 大西陽一                            | 大貫健一   | 12月21日       |       |       |       |       |       |       |       |       |       |       |       |       |       |       |       |       |       |

### 放送局
| 放送期間                      | 放送時間                     | 放送局       | 対象地域   | 備考                                 |
| ----------------------------- | ---------------------------- | ------------ | ---------- | ------------------------------------ |
| 2018年4月6日 - 6月22日        | 金曜 22:30 - 23:00           | BSスカパー!  | 日本全域   | 製作参加 / BS放送 / リピート放送あり |
| 2018年6月30日 - 9月8日        | 土曜 2:29 - 2:59（金曜深夜） | 中京テレビ   | 中京広域圏 | 初週は1時間枠で2話放送。             |
| 2018年7月1日 - 9月23日        | 日曜 18:30 - 19:00           | BS日テレ     | 日本全域   | BS放送 /                             |
| 2018年7月4日 - 9月19日        | 水曜 1:45 - 2:15（火曜深夜） | 中国放送     | 広島県     |                                      |
| 2018年7月6日 - 9月21日        | 金曜 2:04 - 2:34（木曜深夜） | 南海放送     | 愛媛県     | [ 132 ]                              |
| 2018年11月13日 - 2019年2月5日 | 火曜 0:58 - 1:28（月曜深夜） | IBC岩手放送  | 岩手県     |                                      |
| 2019年1月12日 - 3月30日       | 土曜 2:24 - 2:54（金曜深夜） | ミヤギテレビ | 宮城県     |                                      |
| 2019年4月8日 - 6月24日        | 月曜 23:00 - 23:30           | とちぎテレビ | 栃木県     |                                      |

| 配信期間               | 配信時間     | 配信サイト    |
| ---------------------- | ------------ | ------------- |
| 2018年7月1日 - 9月23日 | 毎週日曜更新 | U-NEXT        |
| 2018年7月2日 - 9月24日 | 毎週月曜更新 | dアニメストア |

| 放送期間                 | 放送時間                     | 放送局       | 対象地域   | 備考                                 |
| ------------------------ | ---------------------------- | ------------ | ---------- | ------------------------------------ |
| 2018年10月5日 - 12月21日 | 金曜 22:30 - 23:00           | BSスカパー!  | 日本全域   | 製作参加 / BS放送 / リピート放送あり |
| 2019年1月11日 - 3月29日  | 金曜 2:09 - 2:39（木曜深夜） | 南海放送     | 愛媛県     |                                      |
| 2019年2月10日 - 4月28日  | 日曜 1:59 - 2:29（土曜深夜） | 中京テレビ   | 中京広域圏 | 『チュッキョアニメ』第1部            |
| 2019年4月24日 - 7月10日  | 水曜 1:45 - 2:15（火曜深夜） | 中国放送     | 広島県     |                                      |
| 2019年7月1日 - 9月16日   | 月曜 23:00 - 23:30           | とちぎテレビ | 栃木県     |                                      |